# Steve Jobs
Pour les articles homonymes, voir Jobs.
Pour le film de Danny Boyle, voir Steve Jobs (film).
Vous lisez un « article de qualité » labellisé en 2012.
Steve Jobs, né le 24 février 1955 à San Francisco (Californie) et mort le 5 octobre 2011 à Palo Alto (dans le même État), est un entrepreneur et inventeur américain, souvent qualifié de visionnaire, et une figure majeure de l'électronique grand public, notamment pionnier de l'avènement de l'ordinateur personnel, du baladeur numérique, du smartphone et de la tablette tactile. Cofondateur, directeur général et président du conseil d'administration de l'entreprise multinationale américaine Apple Inc, il dirige aussi les studios Pixar et devient membre du conseil d'administration de Disney lors du rachat en 2006 de Pixar par Disney.
Steve Jobs, Steve Wozniak et Ronald Wayne créent Apple le 1er avril 1976 à Cupertino. Au début des années 1980, Steve Jobs saisit le potentiel commercial des travaux du Xerox Parc sur le couple interface graphique/souris, ce qui conduit à la conception du Lisa, puis du Macintosh en 1984, les premiers ordinateurs grand public à profiter de ces innovations. Après avoir perdu sa lutte de pouvoir à la tête d'Apple avec John Sculley, le directeur général qu'il avait pourtant recruté, il quitte l'entreprise en septembre 1985 pour fonder NeXT.
En 1986, il rachète la division Graphics Group de Lucasfilm, la transforme en Pixar Animation Studios et rencontre le succès commercial en 1995 avec Toy Story, un film dont il est le producteur exécutif. Il reste directeur général propriétaire de la société (à 50,1 %) jusqu'à son acquisition par la Walt Disney Company en 2006.
Début 1997, Apple, alors au bord de la faillite, rachète NeXT. L'opération permet à Steve Jobs de revenir à la tête de la firme qu'il a cofondée et fournit à Apple le code source de NeXTSTEP à partir duquel est développé le système d'exploitation Mac OS X. Il supervise durant les quatorze années suivantes la création, le lancement et le développement de l'iMac (1998), de l'iPod, d'iTunes et de la chaîne de magasins Apple Store (2001), de l'iTunes Store (2003), de l'iPhone (2007) et de l'iPad (2010), présentant les différents produits à un rythme pluriannuel lors de ses fameuses keynotes et faisant de son entreprise une des plus riches au monde au moment de sa mort.
En 2003, Steve Jobs apprend qu'il est atteint d'une forme rare de cancer pancréatique. Il refuse d'abord la chirurgie et a recours à différentes méthodes pseudo-scientifiques (acupuncture, consommation de carottes et jus de fruits), qui ne retarderont pas la progression de sa maladie et l'apparition de métastases. Il fait finalement l'objet de plusieurs hospitalisations et arrêts de travail, apparaissant de plus en plus amaigri au fur et à mesure que sa santé décline. Il meurt le 5 octobre 2011 à son domicile de Palo Alto, à l'âge de cinquante-six ans. Sa mort soulève une importante vague d’émotions à travers le monde.

## Jeunesse et études

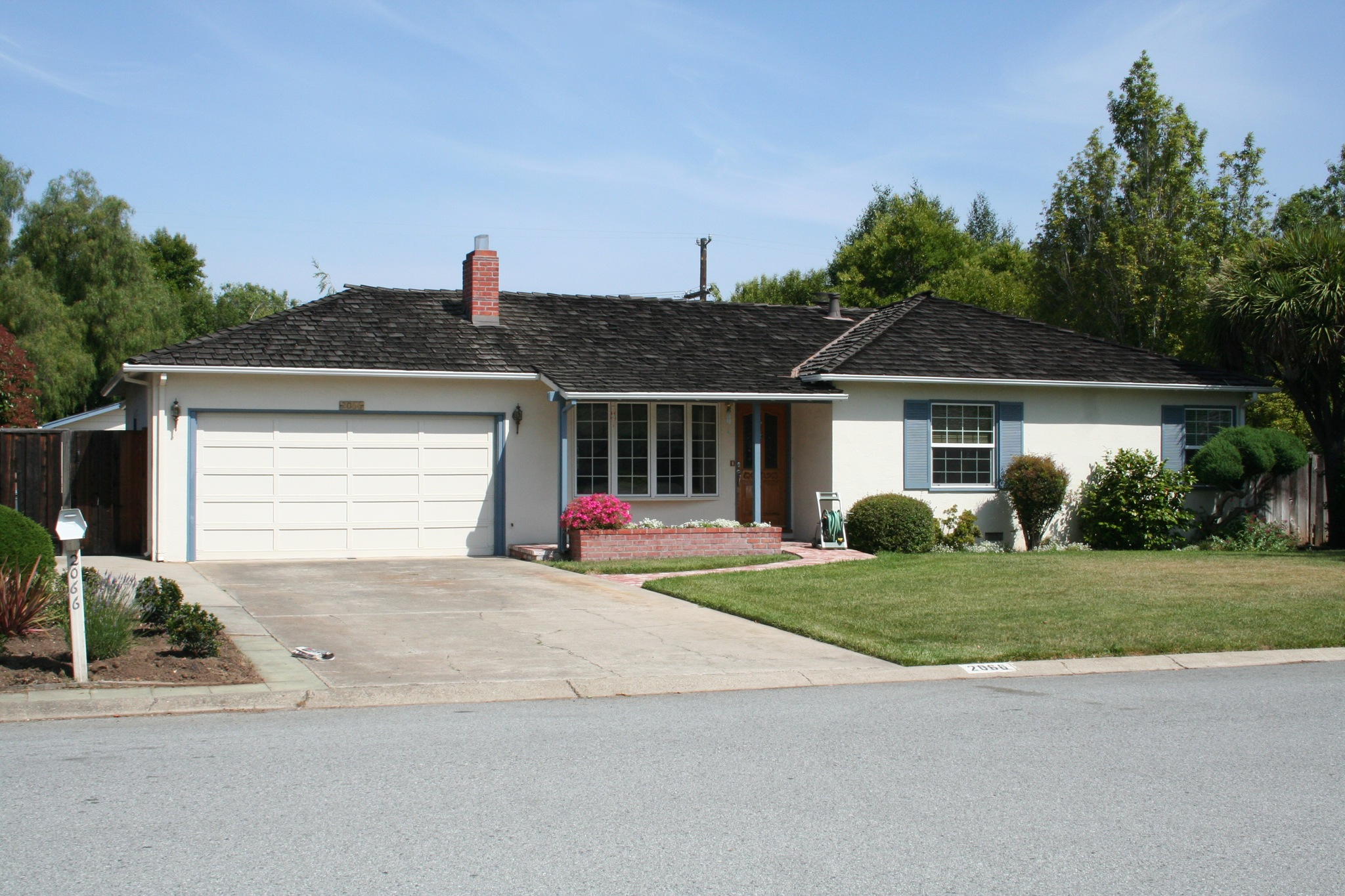
2066 Crist Drive, Los Altos. L'ancienne maison des Jobs.

Steven Paul Jobs naît le 24 février 1955 à San Francisco en Californie, d'un père d'origine syrienne étudiant en sciences politiques, Abdulfattah « John » Jandali (en arabe : عبدالفتاح جندلي), et de Joanne Carole Schieble, américaine d'origine suisse. Ils ne sont à l'époque pas mariés. Alors que Joanne est enceinte, le père de Joanne menace de la déshériter si elle épouse Abdulfattah « John » Jandali, car il est non catholique, ce qui l'amène à consulter un avocat de San Francisco pour trouver une famille adoptive à l'enfant.
Le nouveau-né est alors adopté par Paul Reinhold Jobs (1922–1993) et son épouse Clara, née Hagopian, d'origine arménienne (1924–1986). Adulte, lorsqu'il est interrogé à propos de ses parents adoptifs, Jobs répond que Paul et Clara Jobs « sont ses parents ». Dans sa biographie autorisée, il déclare que ce sont ses parents à 1 000 %. Quant à ses parents biologiques, ils se marient en 1955 et ont un second enfant, Mona Simpson en 1957, puis divorcent en 1962.
Lorsque Steve a deux ans, ses parents adoptent une fille, Patty. Trois ans plus tard, la famille Jobs déménage de San Francisco pour s'installer à Mountain View, en Californie, après la mutation de Paul Jobs à Palo Alto. Celui-ci est alors machiniste dans une entreprise qui fabrique des lasers, et enseigne à son fils des rudiments d'électronique, tout comme à se servir de ses mains. Pour sa part, Clara est comptable et apprend à lire à Steve avant qu'il n'aille à l'école.
Jobs entame sa scolarité à la Monta Loma Elementary à Mountain View puis intègre la toute proche Crittenden Middle School mais, à la suite de problèmes scolaires, il lance un ultimatum à ses parents : soit ils le font changer d'établissement, soit il arrête l'école. La famille déménage alors cinq kilomètres plus au sud, au 2066 Crist Drive à Los Altos, ce qui permet à Steve de poursuivre son cursus scolaire à la Cupertino Middle School puis à la Homestead High School à Cupertino. Larry Lang, un ingénieur qui habite à cent mètres de leur ancienne maison et chez qui Jobs passe de nombreuses soirées, le fait entrer au club des Explorateurs d'Hewlett-Packard. Quinze élèves s'y réunissent tous les mardis soir dans la cafétéria de l'entreprise et font venir un ingénieur en informatique de la société pour parler de ses travaux. À la suite de l'une de ces conférences, il convie l'un des élèves à visiter son laboratoire ; c'est à cette occasion que le jeune Steve voit le premier ordinateur de bureau qu'Hewlett-Packard développe, le 9100A. Âgé de treize ans, il n'hésite pas à téléphoner à William Hewlett, le président de l'entreprise qui porte en partie son nom. Steve est en train de construire un fréquencemètre et il a besoin de pièces. Ils discutent pendant vingt minutes, Hewlett lui expédie les composants dont il a besoin et lui offre un emploi d'été dans son entreprise.
Après sa première année à Homestead High, Steve Jobs travaille donc durant l'été sur l'une des chaînes d'assemblage d'Hewlett-Packard. À la même époque, un camarade de classe de Homestead High, Bill Fernandez, lui présente Steve Wozniak. Ils partagent la même passion de l'électronique, ils deviennent amis et réalisent ensemble de nombreux canulars. En septembre 1971, les deux Steve mettent la main sur un article du magazine Esquire qui explique comment fabriquer une blue box, un appareil qui permet de passer des appels longue distance de façon entièrement gratuite en fraudant donc les sociétés téléphoniques, et plus précisément AT&T. Ils décident alors d'en monter et de les vendre. Selon Jobs, cette expérience est à l'origine d'Apple.
En 1972, à sa sortie de Homestead High, il décide de poursuivre ses études à Reed College à Portland dans l'Oregon où il rencontre Daniel Kottke. À la suite de plusieurs lectures d'ouvrages sur la spiritualité orientale lors de cette première année à Reed, ils deviennent tous les deux végétariens. Toujours à Reed College, il rencontre un autre adepte de la spiritualité orientale et son futur gourou, Robert Friedland. Ce dernier dirige une grande ferme communautaire de cent hectares, l'All One Farm, où le jeune Steve se rend souvent.
Très vite, Jobs se rend compte qu'il s'ennuie à Reed, se trouvant dans l'obligation de suivre un certain nombre de cours qui ne l'intéressent pas. Il décide donc d'abandonner ce cursus, sans en informer ses parents qui se sont pourtant littéralement ruinés pour l'y inscrire, et se choisit d'autres cours où il se rend en tant qu'auditeur libre. En 2005, Steve Jobs déclare : « Si je n'avais pas suivi ce cours de calligraphie, le Mac n'aurait jamais eu autant de polices d'écriture et des polices à espacement proportionnel,. »
C'est une période où Steve Jobs expérimente assidument le LSD en écoutant les disques de Bob Dylan, des Beatles et des groupes phares de la contre-culture californienne. Il déclare plus tard que prendre du LSD a été l'une des deux ou trois expériences les plus importantes de sa vie,. Il évoque cette substance psychotrope hallucinogène comme une des principales raisons de sa réussite, pour lui avoir ouvert l'esprit en grand. Il déclare également : « Bill Gates aurait l'esprit bien plus ouvert si, plus jeune, il avait essayé l'acide une fois ou s'il s'était rendu dans un ashram »,.

## Carrière

### Début
Après avoir passé dix-huit mois au Reed College, Jobs revient chez ses parents à Los Altos en 1974 pour se trouver un emploi. Le hippie négligé qu'il est se présente chez Atari, firme en vogue à l'époque, avec la ferme intention d'y obtenir un emploi. Il s'attire les faveurs de son patron Nolan Bushnell qui l'embauche comme technicien, mais pas celles de nombreux employés, du fait notamment de sa forte odeur. Il estime, en effet, que son régime alimentaire végétarien strict et tout à fait personnel lui permet d'éviter la production de mucus et de toute odeur corporelle et ne se lave donc pas. Il se retrouve donc à devoir travailler pendant le service de nuit. Pendant son séjour chez Atari, il rencontre entre autres le dessinateur industriel Ronald Wayne, avec qui il devient ami.
Il décide à cette époque de suivre la trace de son gourou du Reed College, Robert Friedland. Il entreprend donc un voyage en Inde. Sur place, il se rend à Haridwar pour le pèlerinage du Kumbhamela puis prend la direction de Nainital au pied de l'Himalaya où vivait le gourou Neem Karoli Baba. Il y rencontre l'épidémiologiste Larry Brilliant avec qui il devient ami. Par la suite, il est rejoint par son ami Daniel Kottke. Après avoir passé sept mois en Inde, Steve revient aux États-Unis, tête rasée et portant des habits traditionnels indiens, à l'image des Hare Krishna. À son retour, il récupère son poste chez Atari. Bushnell lui demande alors de concevoir le circuit imprimé du jeu Breakout avec le moins de puces possibles. À la clé, en plus de la rémunération, il y aura un bonus proportionnel au nombre de puces économisées. Pour cela, il fait appel à son acolyte Steve Wozniak pour l'aider à le réaliser. Ce dernier réussit, en quatre jours, à concevoir un circuit en n'utilisant que quarante-cinq puces. Pour le travail réalisé, Jobs annonce à son compère qu'il coupe la poire en deux, trois cent cinquante dollars chacun. Bien que Jobs le nie, certains témoins, dont Bushnell, confirment que Jobs a obtenu cinq mille dollars et non sept cents pour le travail réalisé. Wozniak, qui ne découvre les faits que dix ans plus tard à la lecture de Zap, un ouvrage sur l'épopée d'Atari, reconnaît avoir été blessé par l'attitude de son ami,.

### Apple Computer

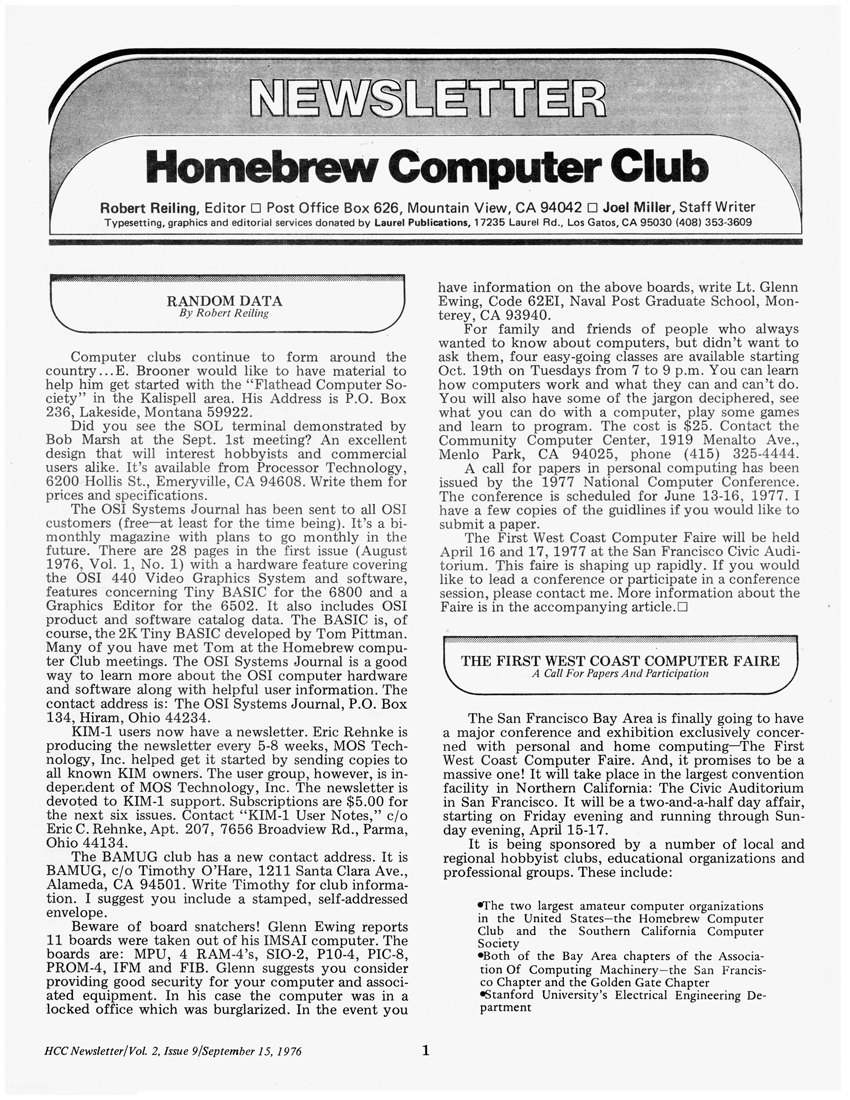
Homebrew Computer Club Newsletter, September 1976

En 1975, Jobs et Wozniak participent aux rencontres du Homebrew Computer Club, où les amateurs d'informatique viennent échanger leurs idées concernant les machines de l'époque, telles que l'Altair 8800. Steve Wozniak s'initie aux microprocesseurs en découvrant l'Altair équipé d'un Intel 8080. Il conçoit à la suite de cela l'Apple I pendant l'année 1975. La machine, bien que sommaire, impressionne Steve Jobs. Munis d'un petit moniteur, ils l'emmènent pour le présenter au Homebrew Computer Club. L'altruisme de Wozniak l'aurait amené à distribuer gratuitement ses schémas de montage. Jobs, au contraire, voit plus loin. Considérant que la plupart des gens n'ont pas le temps de monter une machine, Jobs et Wozniak pourraient donc assembler les circuits pour leur vendre l'ordinateur monté. Jobs suggère donc à son acolyte de créer leur propre entreprise,.

Logo d'Apple à partir de 1977, créé par Rob Janoff. Les couleurs arc-en-ciel sont utilisées jusqu'en 1998.

Pour réunir les fonds nécessaires au lancement, Jobs, âgé de 21 ans, vend son Volkswagen Combi, Wozniak, 25 ans, sa calculatrice HP-65. L'acte de la fondation d'Apple est signé le 1er avril 1976 par Steve Jobs, Steve Wozniak et Ronald Wayne. Moins de deux semaines après, Wayne se sépare des deux Steve et récupère sa mise mais, très vite, un élément va apporter un coup d'accélérateur à Apple : Mike Markkula, un business angel californien, apporte 250 000 dollars à la nouvelle société, en plus d'un plan d'affaires. Wozniak et Jobs se mettent au travail dans le garage de la maison familiale de ce dernier, à Los Altos, où, avec quelques proches, ils assemblent les cinquante premiers Apple I que Steve Jobs a vendus au magasin Byte Shop de Menlo Park. Le nom de l'entreprise est une idée de Jobs : Apple Computer. Il est en effet dans la phase « pomme » de son régime et revient tout juste d'une plantation de pommiers. Il sait aussi qu'Apple se trouvera devant Atari dans l'annuaire. Ce nom se trouve cependant être aussi celui de la société des Beatles (Apple Corps). Cela vaudra à son entreprise plusieurs contentieux en justice durant les décennies suivantes.
Apple est constituée sous forme de société le 3 janvier 1977. Pour faire la promotion de ses produits, Jobs contacte le grand publicitaire de la vallée, Regis McKenna. L'une des priorités est de trouver un nouveau logo. Steve Jobs précise alors « je veux un truc évident sans chichi ». Début juin 1977, Apple commercialise l'Apple II, conçu par Steve Wozniak. Il peut être considéré, trois ans avant la sortie de l'IBM PC, comme le premier ordinateur personnel construit à grande échelle. Il rencontre le succès et fait la richesse de la jeune entreprise. En 1978, Apple recrute Michael Scott de la National Semiconductor afin de devenir son directeur général. En décembre 1980, Apple, qui a gagné sa renommée avec l'Apple II, est introduite en bourse, ce qui fait de Steve Jobs un multimillionnaire à vingt-cinq ans et enrichit considérablement environ trois cents de ses dirigeants et cadres, mais pas Daniel Kottke. Le grand ami d'adolescence de Steve Jobs n'occupe pas un poste hiérarchique assez élevé pour détenir des actions et le jeune patron se montre intraitable avec lui en refusant catégoriquement de lui permettre de profiter de cette manne.

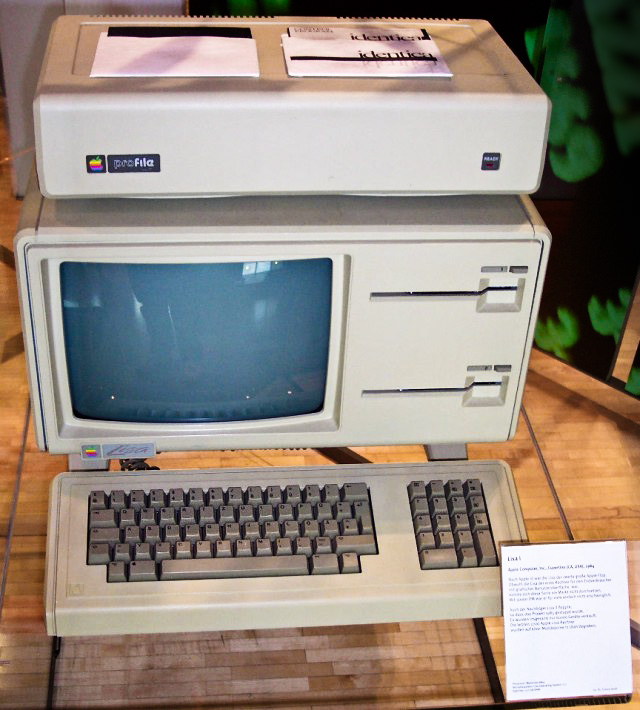
Apple Lisa.

Au début des années 1980, Jobs est l'un des premiers à cerner le potentiel commercial de l'interface graphique couplée avec l'usage d'une souris développée au Xerox PARC. Pour avoir accès à cette technologie alors balbutiante, il propose aux responsables de Xerox d'investir dans Apple (à hauteur d'un million de dollars en actions Apple) et, en échange, Steve et ses collègues obtiennent l'autorisation en décembre 1979 de se rendre au PARC pour y voir une démonstration complète du système développé par les ingénieurs de Xerox. Ce qu'ils y voient leur sert de base à la conception de leur interface maison à laquelle ils apportent leurs propres améliorations. Cela conduira au lancement de l'Apple Lisa en 1983 puis du Macintosh en 1984, les premiers ordinateurs personnels à profiter de ces innovations qui restent aujourd'hui le standard général. À la question de savoir s'il s'agit de ce qui a pu être considéré comme le « plus grand vol industriel de l'histoire », Steve Jobs répond : « Il faut savoir prendre ce que l'homme fait de mieux et le refaçonner pour pouvoir l'intégrer dans votre propre œuvre. Picasso avait une maxime pour ça : « Les bons artistes copient, les grands artistes volent. » Et, à Apple, on n'a jamais eu de scrupules pour prendre aux meilleurs », et ajoute à propos de Xerox qu'ils ont raté le coche, qu'ils n'avaient pas conscience du potentiel de ce qu'ils étaient en train de développer alors qu'ils auraient pu devenir les maîtres de toute l'industrie informatique,.

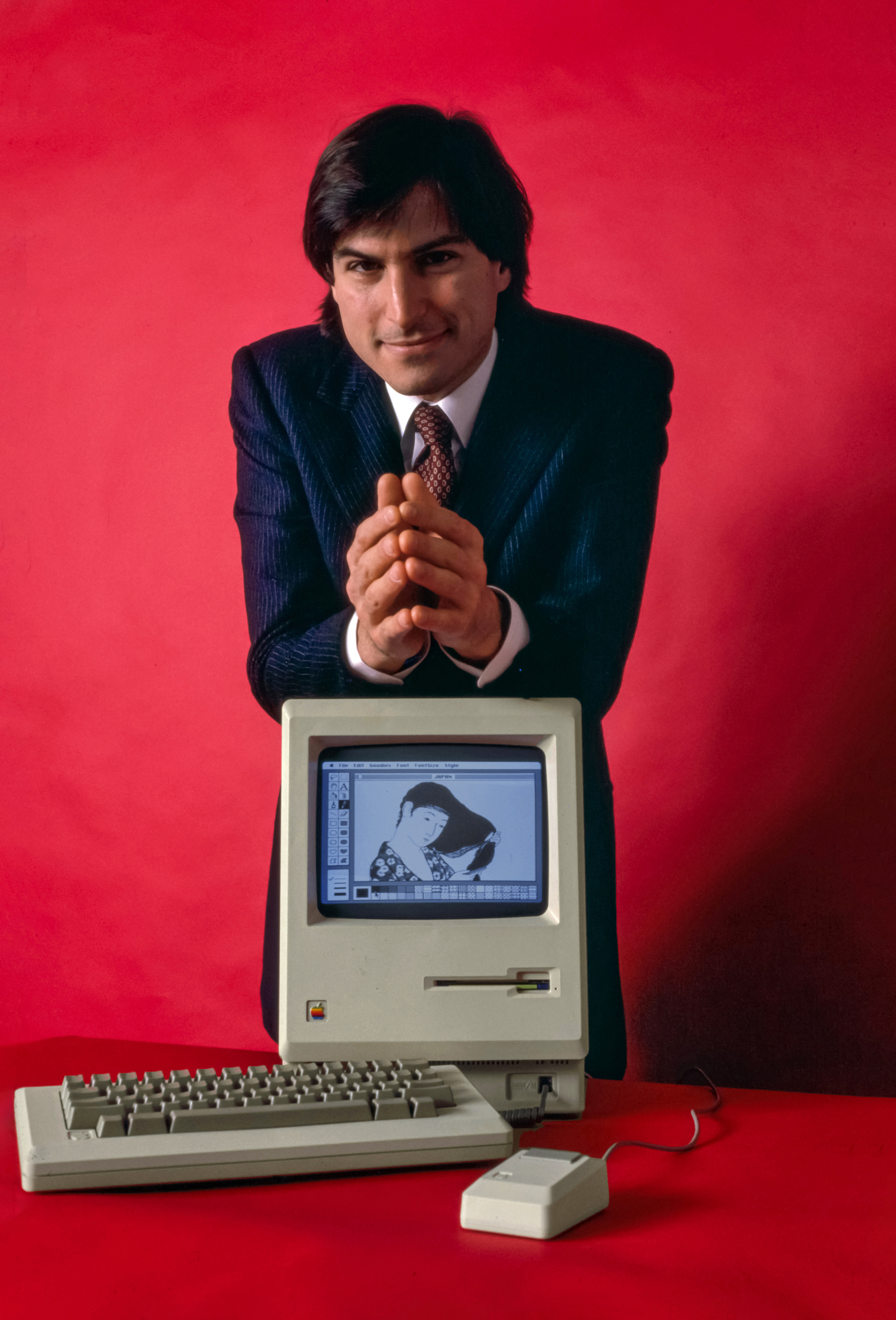
Steve Jobs posant derrière un Macintosh 128K, en janvier 1984.

Le projet Macintosh est lancé et mené par Jef Raskin, brutalement écarté pour des problèmes d'ego par Steve Jobs en février 1981, lorsqu'il s'en saisit pour mettre en pratique ses idées — déjà développées sur le Lisa — d'une machine avec interface graphique et souris. Débarqué du projet Lisa quelques mois plus tôt par Michael Scott et Mike Markkula qui trouvent que ses accès de colère empêchent son équipe de travailler sereinement, il prend dès lors la tête d'un groupe de jeunes ingénieurs talentueux (au premier rang desquels figurent Andy Hertzfeld, Bill Atkinson, Burrell Smith, Susan Kare, Joanna Hoffman, Bud Tribble) dont certains resteront ses amis. Ils sont regroupés dans un bâtiment sur lequel flotte un drapeau noir orné d'un crâne barré par deux os et se baptisent « les pirates ». Ils conçoivent ce que tous les utilisateurs d'ordinateurs ont connu : une souris à un seul bouton, qui déplace le pointeur à l'écran dans toutes les directions grâce à une unique bille placée en dessous et qui doit pouvoir comme le spécifie Jobs « rouler sur du Formica comme sur mon jean » (bien loin du concept de départ des ingénieurs du PARC), les menus déroulants, le « glisser-déposer », le chevauchement des fenêtres, les icônes, la corbeille, apportant des évolutions décisives au principe du WYSIWYG (What You See Is What You Get/Ce que vous voyez est ce que vous obtenez) et donc à ce qui est connu sous le nom de « bureau ».
Steve Jobs veut embaucher les meilleurs pour chaque poste et sa façon de recruter peut se révéler très déstabilisante pour les candidats. Andy Hertzfeld raconte ainsi un entretien d'embauche pour le poste de responsable de la division logiciels auquel il assiste début 1982. Jobs demande à l'impétrant, interloqué : « Êtes-vous puceau ? », et enchaîne : « Combien de fois avez-vous pris du LSD ? » « Je crois que je ne suis pas la bonne personne pour ce job », répond le candidat. « Moi non plus, l'entretien est terminé » lâche Jobs devant ses plus proches collaborateurs qui répriment un fou-rire.
C'est dans cette même période, en 1983, que Steve Jobs débauche John Sculley, alors directeur général de Pepsi, pour remplacer Scott, en lui demandant « Comptez-vous continuer à vendre de l'eau sucrée le reste de votre vie ou voulez-vous changer le monde avec moi ? » Le lancement du Macintosh est accompagné d'une campagne publicitaire d'envergure décidée par Jobs et Sculley. Pendant la mi-temps du XVIIIe Super Bowl, le 22 janvier 1984, Apple fait diffuser à la télévision le spot publicitaire 1984 réalisé par Ridley Scott devant plus de 90 millions de téléspectateurs. Ce spot remportera plusieurs prix prestigieux et redéfinira la façon dont les entreprises envisagent leurs campagnes publicitaires, en privilégiant de montrer le signe, l'évocation, plutôt que le produit en lui-même.
Bien que Jobs soit un chef charismatique et persuasif, certains salariés d'Apple le décrivent comme erratique et capricieux. Bud Tribble invente à cette époque le terme de « champ de distorsion de la réalité » qu'il emprunte à la série Star Trek et qui décrit la capacité de son patron à imposer aux autres ses conceptions, quelles qu'elles soient. Ce dernier n'hésite pas, en effet, à humilier ses collaborateurs en public et est réputé pour sa vision « binaire » de leur travail : soit « c'est génial », soit, le plus souvent, « c'est de la merde ». Le même principe est appliqué aux êtres humains qui sont soit « brillants », « éclairés » et peu nombreux, soit font partie de la masse des « demeurés », des « joueurs de seconde ou troisième division » qui tirent une entreprise vers le bas et dont il faut se séparer au plus vite. Jobs est capable de repousser une idée d'un de ses collaborateurs en la qualifiant de « stupide » et de revenir plus tard en s'étant attribué cette idée. Il sait imposer des délais qui paraissent impossibles à tenir en disant juste qu'il n'acceptera aucune objection. Par ailleurs, il scelle le malheureux destin du Lisa (échec commercial, rapide arrêt de la production) en rendant le Macintosh incompatible avec cet appareil et crée un rapport de force et un lourd climat de tension entre son équipe et celle qui s'occupe de l'ordinateur qui continue à cette époque à assurer l'essentiel des revenus de son entreprise, l'Apple II, en expliquant notamment : « C'est mieux d'être un pirate que de rejoindre la marine ».
La relation entre Jobs et Sculley devient tendue en raison des ventes en berne fin 1984. Une lutte de pouvoir interne va les amener à se tirer dans les pieds. Jobs manœuvre pour débarquer Sculley, sûr de son fait, mais, à son grand dam, ce dernier réussit dans les derniers jours de mai 1985 à ranger l'ensemble des membres du conseil d'administration de son côté, et ceux-ci décident donc d'écarter Steve Jobs, en le « mettant au placard », déchargé de tout rôle décisionnel et opérationnel, avec le vague titre de responsable du « Global thinking » dans un bureau éloigné du centre décisionnel de l'entreprise. Désabusé, il quitte la société en septembre 1985 pour fonder NeXT Inc. et ne parlera plus jamais à John Sculley.

### NeXT Computer

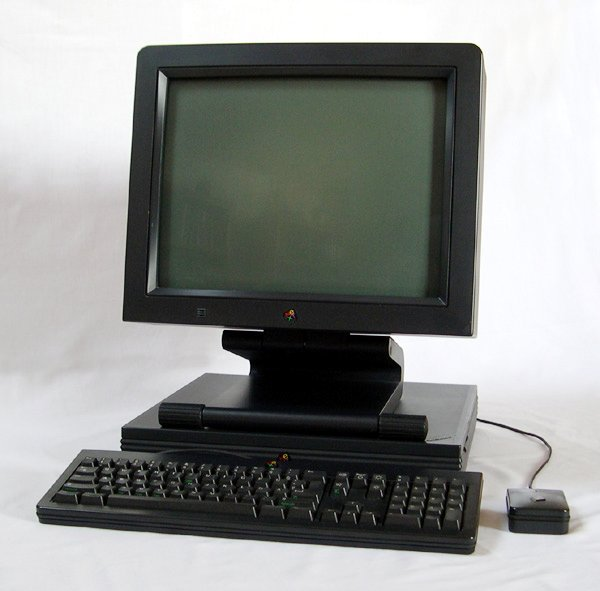
Une NeXTstation avec son clavier et sa souris d'origine et un moniteur NeXT MegaPixel.

Après son départ amer d’Apple, Jobs fonde NeXT Computer, en déboursant sept millions de dollars. Il s'attire par ailleurs des ennuis en justice avec Apple, car il emmène avec lui quelques-uns des plus brillants ingénieurs. Un an plus tard, manquant de fonds et en l’absence d’un produit sur le marché, il se lance à la recherche d’investisseurs. Il attire l’attention du milliardaire Ross Perot qui investit massivement dans la société. La station de travail NeXT, le NeXT Computer, est commercialisée en 1988 pour un prix de six mille cinq cents dollars. À l’image du Macintosh, les ordinateurs NeXT possèdent une belle avance technologique, mais leur coût se révèle prohibitif pour le secteur de l’éducation auquel ils sont destinés. Et les ventes sont très décevantes. Les produits de la marque gagnent toutefois une belle réputation pour leurs atouts techniques, au premier rang desquels figure la programmation orientée objet. Jobs veut vendre les produits NeXT aux communautés financière, scientifique et académique, soulignant les nouvelles technologies innovantes et expérimentales de l'ordinateur, telles que son noyau Mach, son processeur de signal numérique et le port Ethernet intégré.
L’ordinateur de seconde génération, le NeXTcube, est commercialisé en 1990. Jobs qualifie ce produit de « premier ordinateur interpersonnel » qui va remplacer l’ordinateur personnel. Avec son client de messagerie NeXTMail, un système multimédia de courrier électronique, le NeXTcube peut pour la première fois offrir le partage de la voix, de l’image, des graphismes et de la vidéo dans un courriel. « L’informatique interpersonnelle va révolutionner la communication et le travail de groupe. Nous avons des années d'avance », explique un Steve Jobs visionnaire à des journalistes le 31 mai 1990. D'ailleurs, Tim Berners-Lee invente à cette époque le World Wide Web au CERN sur un NeXT Computer.
Steve Jobs dirige NeXT avec une obsession de la perfection esthétique, comme le souligne le développement et l’attention portée au cadre magnésium du NeXT Cube, en mettant une pression terrible à la division « matériel » de sa société. En 1993, après n’avoir vendu que cinquante mille machines, NeXT abandonne la fabrication pour se consacrer exclusivement au développement de logiciels, avec la mise en vente du NeXSTEP/Intel. La société annonce ses premiers bénéfices de 1,03 million de dollars en 1994. En 1996, NeXT Software, Inc. commercialise WebObjects, un système conçu pour le développement d’applications web. Après l’acquisition de NeXT Software par Apple en 1997, WebObjects est utilisé pour concevoir et exploiter les Apple Stores, l’ITunes Store et les services en ligne de MobileMe. Avec le recul, il dit à propos de ces années-là « Je ne le comprenais pas encore à l'époque, mais avoir été viré d'Apple a été la meilleure chose qui pouvait m'arriver. Cela m'a libéré et m'a permis d'entrer dans une des périodes les plus créatives de ma vie ».

### Pixar et Disney
En 1986, Steve Jobs rachète la division « graphisme par ordinateur » de Lucasfilm, le Graphics Group qui sera renommé Pixar. Il débourse dix millions de dollars dont la moitié est versée au capital de la nouvelle société,,,. L'entreprise est basée aux studios Kerner de George Lucas à San Rafael, avant de s’installer à Emeryville. Steve Jobs investit environ cinquante millions de dollars à perte dans cette société qui traverse plusieurs années sans aucune rentabilité. Ses principales activités sont de développer et fournir du matériel numérique de conception graphique haut de gamme et de vendre en petite quantité l'ordinateur « Pixar Image », notamment au secteur de la médecine. Mais, au sein de Pixar, il existe une division « animation » qui sauve finalement l’entreprise en remportant l'Oscar du meilleur court métrage d'animation avec Tin Toy en 1989. Par la suite, le studio décroche un contrat avec le studio Walt Disney Pictures pour réaliser une série de longs métrages d'animation par ordinateur, Disney assurant le financement et la distribution.
Le premier film issu de ce partenariat est Toy Story (1995), dans lequel Steve Jobs est crédité en tant que producteur délégué. Le film apporte la célébrité ainsi qu'une reconnaissance critique et commerciale sur un plan mondial à Pixar. La recette globale est de 362 millions de dollars. Une semaine après la sortie de Toy Story, la société Pixar est introduite en bourse, avec un résultat aussi glorieux et profitable que pour Apple en 1980,,,. Durant les quinze années suivantes, sous la houlette du créatif directeur artistique John Lasseter, le studio aligne les succès : 1 001 Pattes (1998), Toy Story 2 (1999) Monstres et Cie (2001), Le Monde de Nemo (2003), Les Indestructibles (2004), Cars (2006), Ratatouille (2007), WALL-E (2008), Là-haut (2009), Toy Story 3 (2010), Cars 2 (2011). La plupart des films sortis à partir de 2003 ont reçu l'Oscar du meilleur film d'animation.
Dans les années 2003-2004, alors que le contrat liant Pixar à Disney arrive à échéance, les négociations entre Steve Jobs et Michael Eisner destinées à renouveler le partenariat échouent. En février 2003, Jobs annonce que Pixar cherche un autre distributeur pour les films de son studio. En octobre 2005, Robert Iger remplace Michael Eisner à la tête de Disney et il se met rapidement à l’œuvre pour renouer de bonnes relations avec Jobs et Pixar. Le 24 janvier 2006, Jobs et Iger annoncent que Disney a décidé d’acheter Pixar pour une transaction de 7,4 milliards de dollars. Steve Jobs devient alors le premier actionnaire individuel de la plus grande société de divertissement mondiale, avec environ 7 % de parts. Celles-ci sont en effet, et de loin, supérieures à celles de Michael Eisner (1,7 %) ou de l'héritier Roy Edward Disney qui détient 1 % jusqu'à sa mort en 2009 et dont les critiques envers Eisner (portant notamment sur son échec à négocier avec Pixar et Steve Jobs) ont accéléré le départ. Steve Jobs rejoint le conseil d’administration de Disney où il supervise la division « animation » de la société au sein d’un comité spécial de pilotage constitué de six membres.

### Retour à Apple et montée en puissance de l'entreprise

Logo de la campagne Think different créée par TBWA\Chiat\Day et lancée par Steve Jobs lors de son retour chez Apple en 1997.

En décembre 1996, Apple annonce son intention de racheter NeXT. L’opération, effective le 4 février 1997, est estimée à 429 millions de dollars. Propriétaire à 45 % de NeXT, Steve Jobs obtient cent millions de dollars ainsi qu'un million et demi d'actions Apple. Cela lui permet de reprendre pied dans la société qu’il a cofondée en tant que « conseiller à mi-temps ». Steve Jobs déclare en janvier 1997 : « Je pense que nous avons l'occasion de prendre la prochaine grande étape technologique et de dépasser Microsoft et tous les autres ». Apple est à ce moment au bord de la faillite. Il redevient de facto le patron d'Apple lorsque le directeur général de l’époque, Gil Amelio, est remercié en juillet 1997. Jobs est officiellement nommé « directeur général par intérim » au mois de septembre. À cette époque, il est surnommé iPDG (iCEO) par ses équipes qui s'inspirent de la lettre « i » comme marque de fabrique désignant les produits à venir. Selon Adam Lashinsky dans son ouvrage Inside Apple publié en 2012, la lettre i faisant référence au statut d'intérimaire du PDG. Le site Reference for Business attribue cette première lettre à l'attrait vendeur d'Internet,.
En mars 1998 et afin de concentrer les efforts d’Apple sur un retour aux bénéfices, il met un point final aux programmes Newton, Cyberdog et OpenDoc ainsi qu'à la vente de licence Mac OS afin d'empêcher la multiplication des « clones » et explique à ses collaborateurs qu'ils doivent désormais se concentrer sur pas plus de quatre produits. Il met au point le slogan Think different avec son erreur grammaticale délibérée, en compagnie de son ami publicitaire Lee Clow, et lance une grande campagne d'affichage et un spot télévisé intitulé The Crazy Ones (les fous) où ce « penser différent » est illustré avec les plus grandes figures du XXe siècle, comme Albert Einstein, Gandhi, Martin Luther King, John Lennon, Alfred Hitchcock, Bob Dylan, Pablo Picasso.
La technologie de NeXT étant devenue propriété d’Apple une fois le rachat conclu, bon nombre de ses réalisations vont trouver place dans les produits de la firme à la pomme, au premier rang desquels figure NeXTSTEP qui est la base du système d’exploitation Mac OS X.
Sous la houlette de Steve Jobs, Apple se déploie avec tout d’abord l’introduction de l’iMac en 1998 puis, chaque année, de nouveaux produits qui assoient la puissance de la marque. Lors de la Macworld Expo de l’an 2000, Steve Jobs enlève officiellement « intérim » du titre de sa fonction et devient directeur-général permanent. Dans le même temps, il souligne qu’il utilisera le titre « iCEO ».

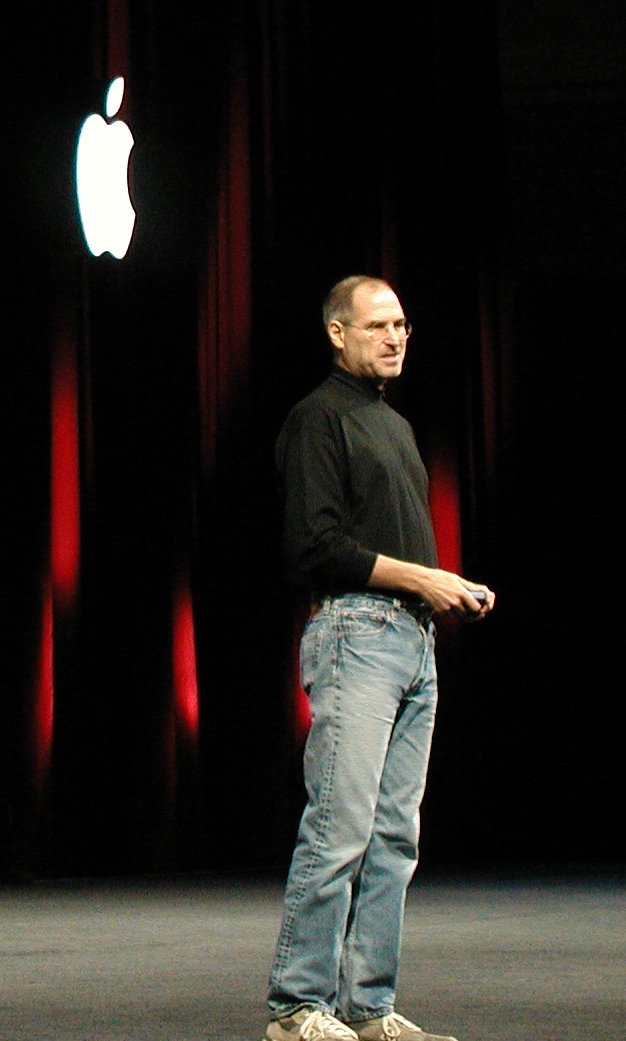
Steve Jobs sur scène à la Macworld Conference & Expo, San Francisco, le 11 janvier 2005.

Apple continue son développement, introduisant et développant de nouveaux appareils numériques et leur environnement au cours des années 2000. Avec le lancement de l’iPod et d’iTunes en 2001 puis de l’iTunes Store en 2003, la société crée une véritable révolution dans l’industrie de la musique, désormais dématérialisée. Steve Jobs supervise dans le même temps la création de la chaîne de magasins Apple Store, d'abord aux États-Unis puis dans le monde entier. Le succès est fulgurant. Le 29 juin 2007, Apple entre dans le marché des téléphones portables avec la commercialisation de l’iPhone, un appareil cellulaire doté d’un écran tactile multi-touch qui comprend aussi un iPod et un navigateur web, révolutionnant là aussi le marché de la téléphonie mobile, Steve Jobs ayant comme le dit le président des États-Unis Barack Obama « mis l'internet dans nos poches ». Il lance l'année suivante un véritable « écosystème » pour cet appareil, et bientôt pour tous les produits Apple : l'App Store, créant ainsi une forme de standard pour tous les smartphones.
Le 27 janvier 2010, Steve Jobs présente l’iPad, une tablette numérique reprenant le principe de l’écran tactile multipoints. C’est encore une forme de révolution, la porte ouverte à un nouveau marché dans lequel vont s'engouffrer bien des marques. Sans parvenir à égaler son succès, l'iPad captant 62 % du marché mondial des tablettes en 2011. Enfin, tous les contenus personnels des utilisateurs stockés sur les différents appareils se retrouveront dans le « nuage numérique », l'iCloud, à partir duquel ils pourront être redistribués « n'importe où, n'importe quand », un service présenté par Jobs en juin 2011, lors de sa toute dernière keynote.
Sur l'enchaînement des deux derniers produits phares d'Apple, Steve Jobs explique à Walt Mossberg lors du forum D8 en 2010 : « Tout a commencé avec la tablette. J'avais cette idée de pouvoir se débarrasser du clavier et de pouvoir écrire sur un écran en verre, multipoints, avec ses doigts. J'ai demandé à mes collaborateurs : « Alors, vous pouvez réaliser ça pour moi ? » Six mois plus tard, ils sont revenus avec un prototype. Je l'ai alors donné à un de nos brillants ingénieurs de la division UI (interface utilisateurs). Il a obtenu cet effet de défilement inertiel et élastique ainsi que d'autres choses fantastiques, et je me suis dit « Mon Dieu, on peut construire un téléphone avec ça ! » J'ai alors mis le projet tablette de côté car produire un téléphone était quelque chose de bien plus important et, durant les deux années suivantes, nous nous sommes mis au travail sur l'iPhone. Avec tout ce que nous avons appris sur l'iPhone, nous sommes ensuite retournés à la conception de l'iPad ».
À partir d'août 2011, après quatorze années de montée en puissance sous la direction de son charismatique patron et au gré des fluctuations du marché, Apple est l'entreprise la plus riche au monde par sa capitalisation boursière, son trésor de guerre dépassant notamment celui du gouvernement des États-Unis. L'entreprise qu'il a fondée continue sa course en tête à partir de 2012.

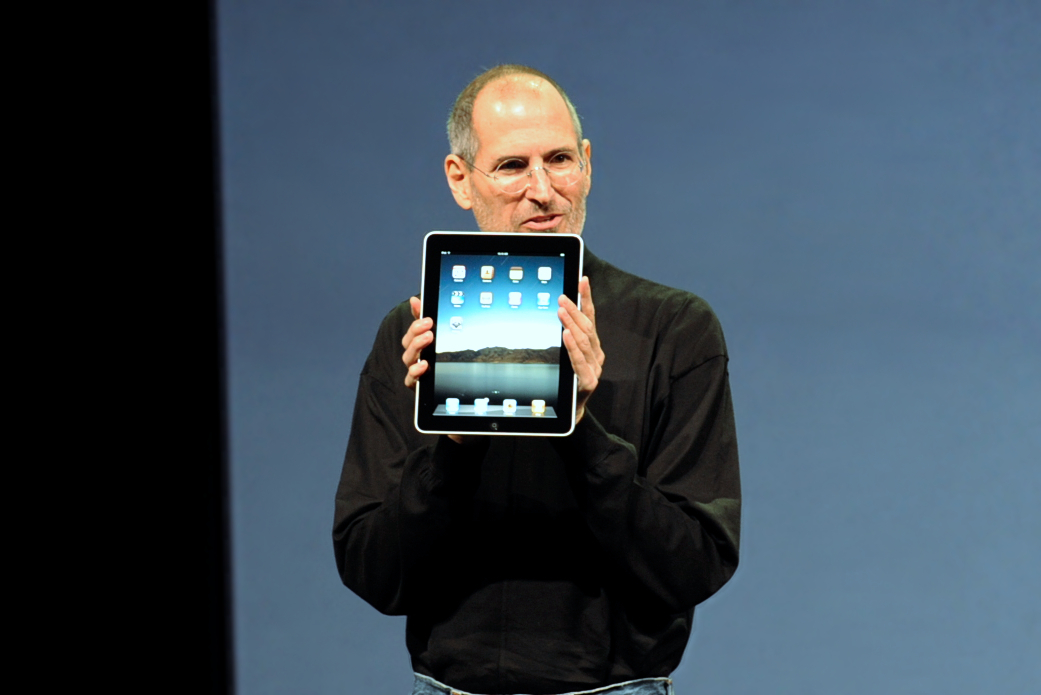
Steve Jobs présente l'iPad, le 27 janvier 2010.

Toujours enclin à stimuler l’innovation, Jobs n’a jamais manqué de rappeler à ses collaborateurs une vieille maxime qu’il avait trouvée à l’époque du lancement du Macintosh : « Real Artist Ship », c'est-à-dire que les vrais artistes savent aussi vendre leurs créations, et que la finalité d’un produit reste d’être distribué au public. De son vivant, Steve Jobs est à la fois admiré et critiqué pour ses formidables talents de persuasion, ce fameux « champ de distorsion de la réalité », c’est-à-dire qu’il est capable d’altérer la perception de son ou de ses interlocuteurs pour leur faire adopter ses propres conceptions, qu’elles se révèlent par la suite justes ou non. Il sait ainsi décrocher des partenariats, avec l’industrie de la musique ou les opérateurs téléphoniques, à des conditions exceptionnelles pour son entreprise. Ce talent particulier apparaît au grand public lors des discours de Steve Jobs aux Macworld Expos ou aux Worldwide Developers Conferences, où il présente l’actualité de son entreprise lors de ses keynotes, renommées pour l’occasion Stevenotes. Lors de ces grandes messes où il parcourt la scène en jeans, baskets, et vêtu d'un pull à col roulé de marque, le patron d'Apple sait captiver son auditoire, notamment en répétant à l'envi des mots récurrents tels que gorgeous, unbelievable, fantastic, hot, great, incredible, magical, wonderful, amazing, awesome, revolutionnary, extraordinary, phenomenal, supercool, terrific, huge, tremendous, exciting, beautiful, remarquable, etc.. Il sait aussi maintenir le suspense et ravir son public avec le fameux « One more thing » (« encore une petite chose ») qu'il prononce à la fin de ses présentations pour annoncer par surprise une autre nouveauté importante.

### Démission
Steve Jobs lutte durant plus de sept ans contre la maladie, subissant notamment une greffe du foie en avril 2009. Au fil des années, la santé florissante de son entreprise contraste avec son apparence de plus en plus frêle. Le 17 janvier 2011, il prend un nouveau congé « pour une durée indéterminée » qui se révélera être le dernier. Le 24 août 2011, le monde entier apprend qu'il démissionne de son poste de directeur-général d'Apple, annonçant dans une lettre adressée à tous ses collaborateurs qu'il souhaite que Tim Cook prenne définitivement sa place, et qu'il restera président du conseil d'administration afin de pouvoir continuer à superviser les activités de la marque qu'il a fondée. Quelques heures après cette annonce, les actions boursières de la société chutent de 5 %.

## L'entrepreneur

### Patrimoine
Steve Jobs ne gagne qu’un dollar symbolique par an en tant que directeur-général d’Apple, mais il possède dans le même temps 5,426 millions d’actions de son entreprise, tout comme 138 millions d’actions Disney, celles qu’il avait reçues en 2006 lors du rachat de Pixar. Il plaisante en expliquant que son dollar annuel de revenu est divisé en cinquante cents pour participer aux réunions, et cinquante cents basés sur la performance. En plus de son salaire, il obtient de la part d'Apple le remboursement de ses frais de transport (deux cent mille dollars en 2010) mais aussi un jet Gulfstream V en tant que bonus. En 2011, Forbes estime sa fortune personnelle à sept milliards de dollars, faisant de lui la trente-neuvième plus grande fortune américaine.

### Style de management et personnalité

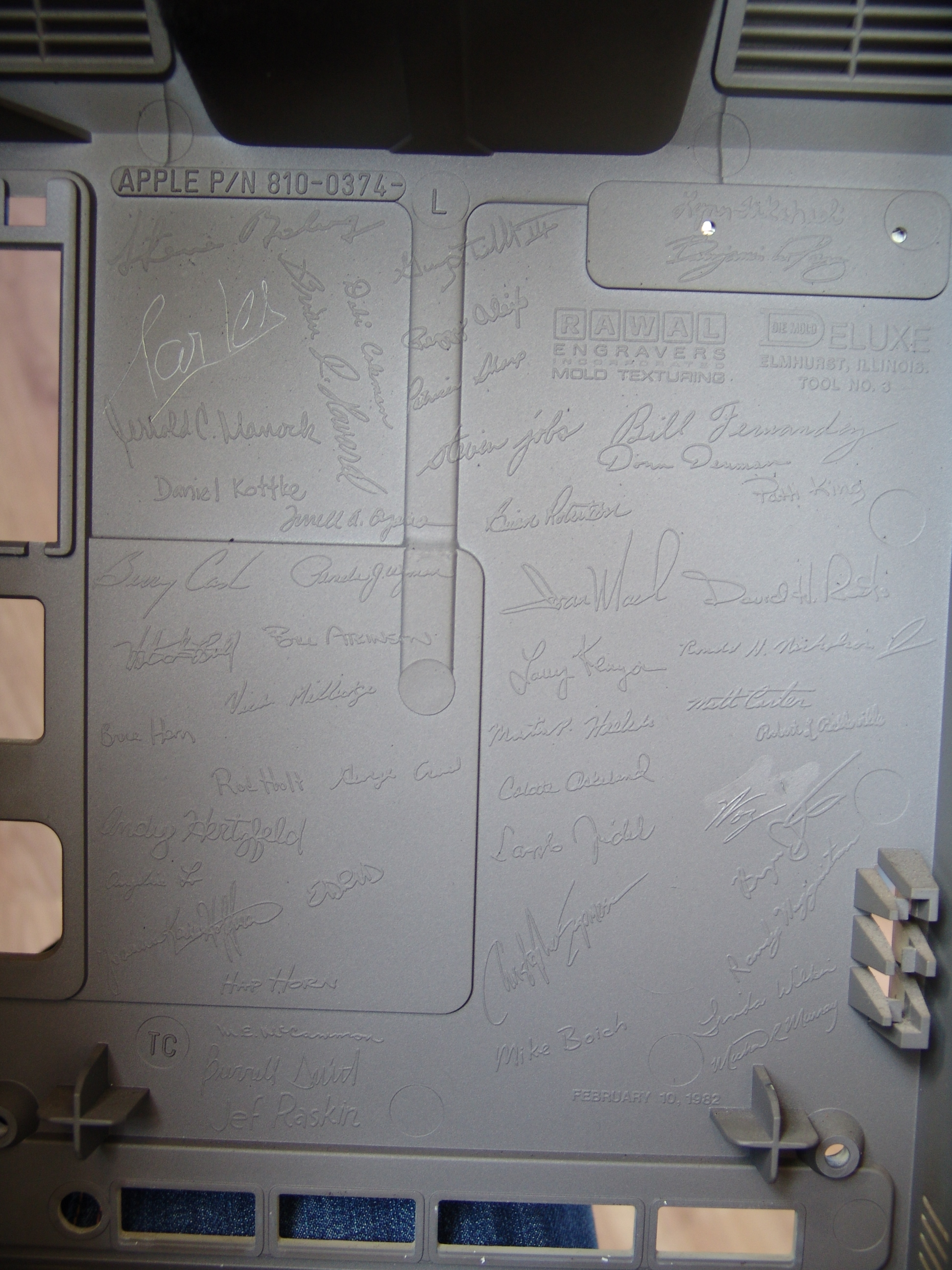
L'intérieur du boîtier du premier Macintosh qui cache les signatures de toute l'équipe qui a participé à sa conception.

Steve Jobs est un perfectionniste, d’une grande exigence, qui a toujours voulu positionner ses entreprises et leurs produits à la pointe de l’industrie des technologies de l’information en prévoyant les tendances du marché, mais aussi en les créant, tout du moins en termes d’innovations et de style. Jobs résume cela en janvier 2007 par une maxime de la star canadienne du hockey Wayne Gretzky : « Je patine vers l’endroit où le palet va être, et non vers là où il a été ». Sur un plan personnel, ce n'est pas tant la richesse qui l'intéresse (il se range dans la catégorie des grands patrons les moins ostentatoires) que de laisser sa trace, d'assurer sa place parmi les grands entrepreneurs et inventeurs de l'histoire de son pays, ainsi que la pérennité de son entreprise, qui devra lui survivre.
Il restera toute sa vie un adepte de l'intégration verticale, ou « système fermé », qui veut que son entreprise conçoive tout à la fois de façon exclusive : le matériel, le système d'exploitation qui l'anime, les logiciels, les applications, les périphériques. Cette philosophie débouchant sur des appareils « tout-en-un » qui, reliés entre eux, proposeront l'expérience unique du « foyer numérique », un environnement totalement généré par Apple : une vision que Jobs a dès le début des années 2000.
Tout doit donc être contrôlé à 100 %. L'intérieur (ce qui ne se voit pas et auquel, du premier Macintosh au dernier iPhone, on ne peut pas accéder) doit être aussi parfait que l'extérieur. Il fait, par exemple, changer les vis du boitier du premier Macintosh afin qu'il soit impossible pour le public de l'ouvrir avec un tournevis conventionnel et refait la même chose vingt-six ans plus tard avec l'iPhone 4. Jobs s'oppose aussi formellement, à quelques années d'écart, à la mise à disposition d'iTunes sur les plates-formes Windows ou à l'ouverture de l'App Store aux développeurs externes qui viendront y déposer leurs créations, et doit à chaque fois être convaincu par ses plus proches collaborateurs, à l'aide d'arguments imparables et dans le dernier cas, à la condition expresse que ce soit Apple qui teste et qui approuve ces « apps » venues de l'extérieur avant de les proposer en ligne.
Sa philosophie consistant à positionner son entreprise et ses productions à la convergence de l'art et de la technologie, Steve Jobs est également littéralement obsédé par le design,. Il considère que c'est une absolue priorité, la beauté et la simplicité, stimulé et épaulé dans la deuxième partie de sa carrière chez Apple par le britannique Jonathan Ive, le patron de ce secteur. Une démarche globale, qui va des cordons, adaptateurs électriques ou emballages aux escaliers translucides en colimaçon des Apple Stores, pour le moins couronnée de succès. Mais elle peut aussi conduire en 2010 à l'affaire de l'Antennagate, ce premier modèle de l'iPhone 4 qui rencontre des problèmes de réseau quand on le tient d'une certaine façon, car Jobs et Ive ont tenu à ce que son contour soit d'une pureté de ligne parfaite, en aluminium brossé, au détriment du fonctionnement de son antenne, et sans tenir compte des avertissements de leurs ingénieurs à ce sujet. Contraint de réagir par le buzz négatif qui enfle dans les semaines suivant la commercialisation de l'appareil, Jobs convoque une conférence de presse où il explique avant tout que les concurrents ne font pas mieux, que le problème a été surestimé par la sphère médiatique, et offre un contour de protection (bumper) à tous les possesseurs de l'appareil,.

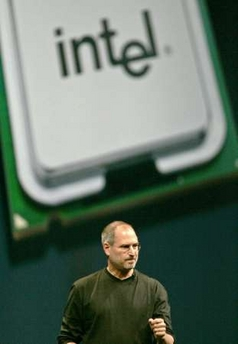
En 2005, Apple choisit de se tourner vers le microprocesseur Intel.

Il a beaucoup été question de la personnalité agressive et exigeante de Steve Jobs. Le magazine Fortune (qui a sacré Jobs « directeur général de la décennie » en novembre 2009) a, par exemple, écrit qu’il était « considéré comme un des plus grands égotistes de la Silicon Valley ». En 1993, Jobs figure dans la liste des patrons les plus durs de Fortune, en regard de la façon dont il dirige NeXT. Le cofondateur de cette entreprise, Dan’l Lewin, déclare dans ce même magazine que Steve Jobs, durant cette période, « avait des sautes d'humeur inimaginables »,. Jef Raskin, qui fut un temps au début des années 1980 chef de projet pour le Macintosh, a déclaré que Jobs « aurait fait un excellent roi de France », faisant ainsi allusion à sa personnalité impérieuse et démesurée. Pour ce qui est de son style de management chez Pixar, l’animateur américain Floyd Norman déclare qu’il « était un individu adulte, qui n’a jamais interféré avec le travail des cinéastes ».
Le biographe autorisé Walter Isaacson, qui publie Steve Jobs en 2011, se demande tout au long de son livre si la méchanceté ou la malveillance dont fait parfois preuve son sujet est intentionnelle ou fait simplement partie d’un personnage entier, qui dit ce qu’il pense, pense ce qu’il dit même si cela s'écarte de la réalité, ne s'embarrasse jamais de considérations liées à l’empathie et ne peut pas (ou ne veut pas) contenir ses émotions. Il y a beaucoup d'exemples frappants à ce titre, le plus récent voyant un Steve Jobs très affaibli par la maladie en 2009, trouvant l'énergie de démolir littéralement et publiquement, dans l'auditorium du quartier général de Cupertino, l'équipe du service en ligne MobileMe (lancé en 2008, fermé en 2011) en lui disant « Vous avez sali la réputation d’Apple. Vous devriez vous détester d’avoir laissé tomber vos collègues ! » et en congédiant sur-le-champ les responsables,.
On apprend aussi que le fondateur d'Apple s'estime souvent au-dessus des lois des hommes, affectant notamment de rouler dans une Mercedes sans plaques d'immatriculation et la garant n'importe où, par exemple, sur les places réservées aux handicapés. Dans son ouvrage, Isaacson décrit à plusieurs reprises Steve Jobs comme un personnage qui pour le meilleur ou pour le pire « veut faire plier le monde à sa volonté ».
Steve Jobs est également un grand fan de musique et, à son panthéon, figurent Bob Dylan dont il collectionne les albums depuis son plus jeune âge et les Beatles. Il se réfère souvent au groupe de Liverpool, notamment au cours de ses keynotes (en janvier 2007, lorsqu'il présente la fonction iPod du premier iPhone, il joue deux morceaux de Sgt. Pepper's Lonely Hearts Club Band) ou la même année lors de la conférence télévisée All Things Digital où il partage le plateau avec Bill Gates et où il choisit un vers de la chanson Two of Us pour décrire avec beaucoup d'émotion leurs tumultueuses relations désormais apaisées : « You and I have memories longer than the road that stretches out ahead » (« toi et moi, nous avons des souvenirs plus longs que la route qui s'étend devant »).
Il déclare par ailleurs lors de l'émission 60 Minutes de CBS en 2003 : « Mon modèle pour le business, ce sont les Beatles. Quatre gars qui laissaient leurs tendances négatives de côté, qui s'équilibraient les uns les autres. Et le total était plus grand que la somme des individualités. Les grandes choses dans le business ne sont jamais réalisées par une seule personne. Elles sont accomplies par une équipe ». À propos de la conception de l'iPhone, il dit aussi : « Jamais je n'avais pris autant de plaisir à travailler sur des détails aussi complexes. C'était comme travailler sur le mixage de Sgt. Pepper's ». Il met également, à la fin de sa vie, toute son énergie dans les négociations avec EMI et la compagnie homonyme Apple Corps pour mettre fin au contentieux qui les oppose afin de pouvoir proposer l'œuvre de son groupe favori en téléchargement légal sur iTunes. C'est chose faite le 16 novembre 2010, et Steve Jobs s'occupe personnellement du lancement en grande pompe de cet événement,.
Steve Jobs résume sa façon d’être dans son fameux discours à l’adresse des étudiants de l’université de Stanford en 2005 : « Votre temps est limité. Ne le gâchez pas en menant une existence qui n’est pas la vôtre. Ne soyez pas prisonniers des dogmes, ce n’est rien d’autre que vivre selon les conclusions et les réflexions d’autres personnes. Ne laissez pas le brouhaha des opinions des autres étouffer votre voix intérieure. Et, par-dessus tout, ayez le courage de suivre votre cœur et votre intuition : d’une manière ou d’une autre, ils savent ce que vous voulez vraiment devenir. Tout le reste est secondaire. Soyez insatiables. Soyez fous ».

### Relation avec Bill Gates et autres personnalités de l'industrie
Steve Jobs et Bill Gates, tous deux nés en 1955, sont à l'origine d'un pan entier de l'histoire de la révolution micro-informatique. Ils partagent le fait d'avoir eu très tôt la vision d'un monde où tous les foyers seraient équipés d'un ordinateur et d'avoir été des acteurs majeurs de cette évolution,. Là où l'un, intuitif, développe très vite des talents de design, de persuasion et de vente, l'autre, homme d'affaires précoce et avisé, sait aussi programmer, ce qu'il ne manquera jamais de souligner. En janvier 1976, avant même la création d'Apple, Bill Gates écrit une fameuse lettre ouverte au club informatique, dont sont membres Jobs et Wozniak, pour fustiger l'utilisation libre des logiciels (en l'occurrence, son tout récent BASIC), créant un véritable précédent historique dans le monde numérique sur la question de la licence des programmes.
Comme le raconte Andy Hertzfeld, « Chacun se croyait plus brillant que l'autre mais Steve affichait une condescendance ostensible à l'égard de Bill, en particulier en matière de goût et de style. Et Bill, de son côté, prenait Steve de haut parce qu'il ne savait pas écrire un programme ». Mais Apple est déjà sur le devant de la scène lorsque Microsoft balbutie, et c'est Apple qui « met le pied à l'étrier » à la jeune firme de Seattle en lui faisant développer son tableur (Excel) et son traitement de texte (Word) pour le premier Macintosh commercialisé en 1984. Les relations entre les deux patrons vont s'envenimer lorsque Microsoft développe son propre système d'exploitation, Windows, en reprenant les principes inventés par Rank-Xerox et développés sur les ordinateurs Apple Lisa et MacIntosh : l'interface graphique et la souris. Un accord stipulait, en effet, que Microsoft ne développerait rien dans ce sens pendant un an après la sortie du Macintosh programmée en janvier 1983. Mais l'appareil pommé prend un an de retard et, en novembre de la même année, Gates présente à New York les principes de son nouvel « OS ». Une scène passée à la postérité se déroule alors à Cupertino où Gates est venu seul pour prendre un véritable savon. « C'est un coup en traître ! On t'a fait confiance et, maintenant, tu nous fais les poches ! » hurle Jobs. « Il y a une autre façon de voir les choses », répond Bill, « Xerox était notre riche voisin à tous les deux, et quand je suis entré chez lui pour voler sa télévision, j'ai découvert que tu l'avais déjà emportée ! ». Bill Gates se trouve être une des très rares personnes totalement insensibles au champ de distorsion de la réalité de Jobs.
Cette histoire, « Windows a copié le Mac », restera toujours un point d'achoppement entre les deux géants. À la fin de sa vie, Jobs dit encore : « Ils nous ont dépouillés ! Bill n'a aucune éthique ! », à quoi ce dernier répond : « Si c'est ce qu'il croit, c'est qu'il est définitivement perdu dans son champ de distorsion. » Au cours des années 1990, Windows gagne haut la main la « guerre des systèmes d'exploitation » en atteignant une position quasi hégémonique. Ce qui n'empêche pas Steve Jobs de dire à cette époque : « Le problème de Microsoft, c'est qu'ils n'ont pas de goût, absolument aucun. Je parle au sens le plus général du terme. Ces gens-là sont incapables d'avoir des idées, ils ne cherchent pas à apporter du savoir ou du bonheur à l'humanité avec leurs produits. Alors, oui, la réussite de Microsoft m'attriste. Leur succès ne me pose pas de problème en soi. Ils l'ont plus ou moins mérité, à force d'opiniâtreté. Ce qui me désespère, c'est qu'ils font des produits de troisième zone. » Ils s'opposent en fait sur un principe industriel : la verticalité (le système fermé) prônée par Jobs, et l'horizontalité (la mise en licence des programmes pour tous les appareils), credo de Gates. Les relations sont souvent houleuses, comme lorsque Gates, en position de force, refuse de créer le moindre programme pour les ordinateurs NeXT en dénigrant le nouveau produit lancé par Jobs après son départ d'Apple.
Lorsqu'il y revient, en 1997, Jobs décide d'enterrer la hache de guerre, de mettre un terme à une décennie de poursuites judiciaires avec Microsoft, et propose à Gates d'entrer au capital d'Apple en investissant cent cinquante millions de dollars tout en continuant à développer des programmes compatibles pour Apple. Il lui explique qu'en poursuivant les actions en justice pour « vol de brevets », Microsoft pourrait finir par être condamné à verser une véritable fortune à Apple, mais que cette dernière pourrait disparaitre avant cette échéance,. L'accord est entériné lors de la keynote de la MacWorld Expo de Boston, le 9 juillet 1997, où le patron de Microsoft apparaît en direct sur l'écran géant devant un Jobs du coup tout petit et un public stupéfait, ce qu'il considérera a posteriori comme une gaffe magistrale. Les observateurs ne manquent pas, en effet, de relever l'étonnant parallèle entre le Big Brother fracassé par Apple dans la publicité 1984 et l'apparition de Bill Gates lors de cette keynote,.

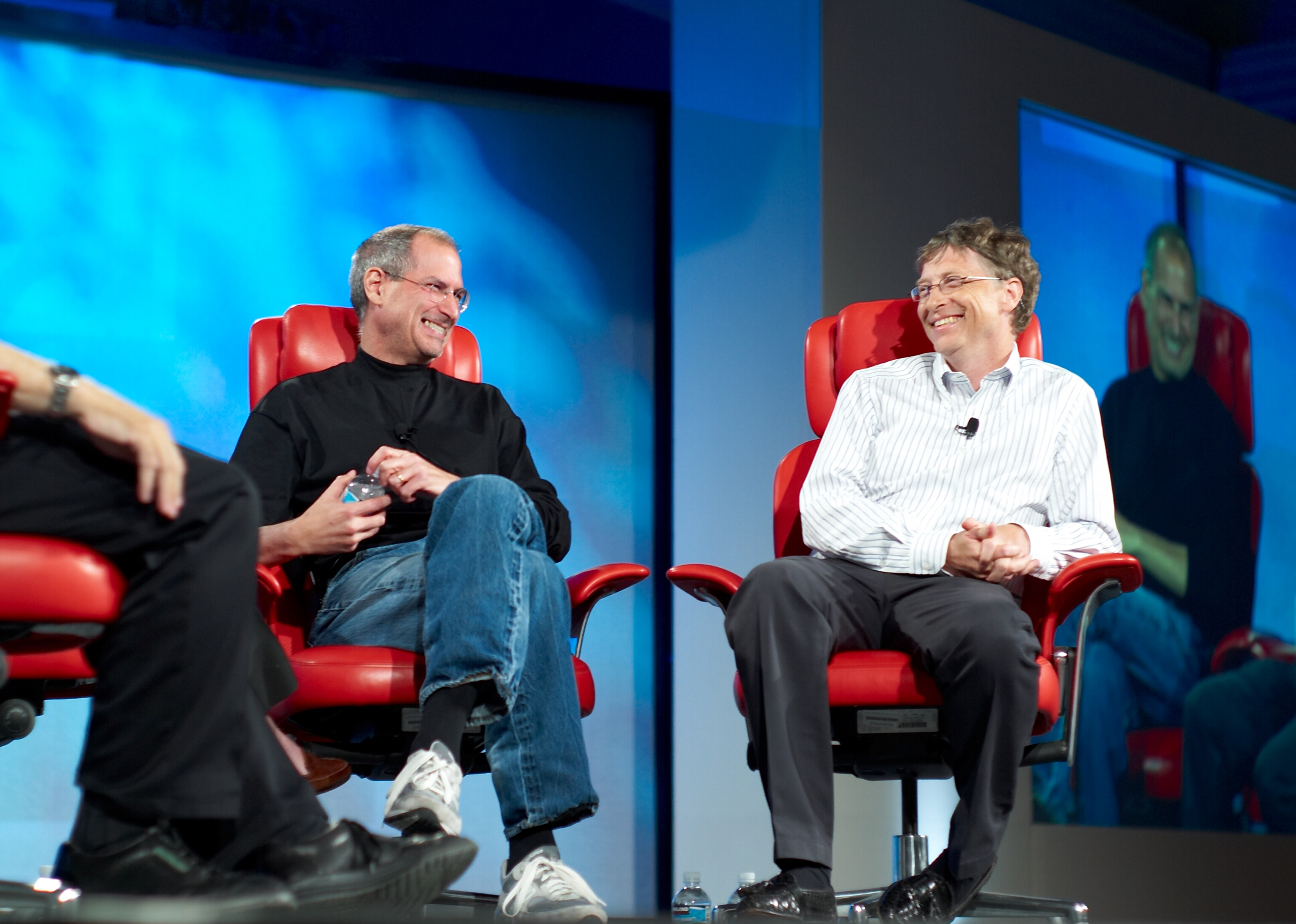
Steve Jobs et Bill Gates sur le plateau de la conférence All Things Digital, le 31 mai 2007.

Durant les années 2000, chaque entreprise ayant trouvé sa place dominante sur le marché de l'électronique grand public, les relations s'apaisent. Ainsi, lors du forum télévisé All Things Digital en mai 2007, les deux hommes qui partagent le plateau de Walt Mossberg se couvrent de louanges. Les yeux dans ceux de son rival historique, Gates déclare : « J'ai vu Steve prendre des décisions fondées sur son instinct. Un instinct que, voyez-vous, j'ai beaucoup de mal à m'expliquer. Son mode opératoire est unique et, en un sens, magique. Et, dans ces moments-là, je me dis Waouh ! », tandis que Jobs conclut cet entretien avec le vers de Two of Us en écrasant une larme. À l'été 2011, Bill Gates rend une dernière visite à Steve Jobs, dont le cancer est en phase terminale. Ils restent plus de trois heures ensemble à discuter avec beaucoup d'émotion dans le salon de sa maison de Palo Alto, et concluent : « Je croyais autrefois que le modèle ouvert, horizontal l'emporterait. Mais tu as prouvé que le modèle intégré, vertical pouvait aussi être une réussite », dit Gates. « Ton modèle marche aussi », lui répond Jobs.
Avec les autres grands patrons de l'industrie informatique américaine, Steve Jobs n'est pas toujours tendre. Ainsi, une guerre des mots éclate à la fin des années 1990 avec le constructeur d’ordinateurs Michael Dell. C’est d’abord le patron d’Apple qui qualifie les produits Dell de « vieilles bécanes tout sauf innovantes ». Le 6 octobre 1997, lorsque l’on demande à Michael Dell ce qu’il ferait s’il possédait un ordinateur Apple, il répond : « Je le jetterais à la poubelle et je rendrais leur argent aux actionnaires ». En 2006, Jobs envoie un courriel à tous les salariés de sa compagnie, au moment où la capitalisation boursière d'Apple dépasse celle de Dell : « À toute l’équipe : il apparaît que les prédictions de Michael Dell ne se sont pas révélées exactes. À la clôture du marché aujourd’hui, Apple vaut plus cher que Dell. Les actions montent et descendent, et les choses pourraient être différentes demain, mais je pense que cela vaut un petit moment de réflexion ce jour. Steve ».
Son côté rancunier s'exprime aussi lorsqu'il barre l'accès de la technologie Flash d'Adobe à la plate-forme iOS en 2010. Très proche du fondateur de cette entreprise, John Warnock, il avait aidé à la lancer en lui faisant développer Adobe Illustrator pour le Macintosh au début des années 1980. Mais Warnock prend sa retraite et, en 1999, les nouveaux dirigeants refusent d'adapter leurs produits phares, tel Photoshop pour le premier iMac. Dix ans plus tard, Jobs se venge. « Flash, au niveau de la technologie, est une pelote de spaghetti infâme aux performances lamentables, avec de gros problèmes de sécurité », dit-il. Il ajoute : « L'âme d'Adobe a disparu avec le départ de Warnock. C'était un inventeur, une personne avec qui j'avais créé des liens. Ensuite, se sont succédé une flopée de technocrates et l'entreprise a dépéri ».
Un de ses plus grands amis de l'industrie informatique est Larry Ellison, le patron fondateur d'Oracle. En 1995, Ellison veut entraîner son ami dans une tentative de putsch contre Apple, en rachetant l'entreprise et en lui donnant dans la foulée 25 % des parts pour lui permettre de reprendre les rênes. Mais Jobs n'est pas un partisan de ce genre d'offensive inamicale en bourse. Il veut revenir par la grande porte, ce qu'il fera fin 1996, avant d'inviter Ellison à siéger au conseil d'administration d'Apple. Situé dans le top dix des entrepreneurs les plus nantis au monde, Ellison, qui invite souvent la famille Jobs en croisière sur un de ses luxueux yachts, est surnommé « notre ami riche » par le fils de Steve, Reed Jobs, qui souligne ainsi le refus de son père d'afficher tout signe ostentatoire. Un autre grand ami de Jobs est Millard « Mickey » Drexler, directeur général du fabricant de vêtements Gap quand il lui offre un siège dans ce conseil d'administration d'Apple qu'il taille à sa mesure lors de son retour, à la fin des années 1990. Drexler donne souvent des conseils avisés à Jobs et il dira de lui au moment de sa démission en août 2011 : « Avoir vu Steve transformer Apple est la chose la plus incroyable que j'ai vue dans toute ma carrière ».
Au début de son parcours d'entrepreneur, l'ennemi s'appelait IBM. Il est ensuite devenu Microsoft. À la fin de sa vie, Steve Jobs va ferrailler contre Google, sur un problème similaire : la naissance d'Android, le système d'exploitation ouvert pour appareils mobiles développé par le géant de Moutain View qui, selon lui, est une honteuse copie d'iOS. Il avait pourtant fait entrer le patron de Google, Eric Schmidt, au conseil d'administration d'Apple, mais en 2010, il lui explique que son entreprise a les mains sales et qu'au lieu de cinq milliards de dollars de dédommagement, il souhaiterait qu'Android cesse de voler ses idées à Apple,. Il déclare aussi qu'il est prêt à lancer une guerre thermonucléaire pour détruire le système d'exploitation pour appareils mobiles de Google,. Étrange parallèle avec ce qui s'est passé un quart de siècle auparavant avec Windows, et issue identique. Les éventuelles actions en justice sont vouées à l'échec. Pourtant, alors que sa mort approche, lors de son ultime congé maladie en 2011, Steve Jobs reçoit Larry Page à son domicile de Palo Alto. Ce dernier vient de reprendre les rênes de l'entreprise qu'il a cofondée avec Sergey Brin et a sollicité une « audience » pour prendre conseil auprès du patron légendaire. « Ma première pensée a été de l'envoyer au diable. Mais j'ai réfléchi et je me suis dit que tout le monde m'avait aidé quand j'étais jeune, de Bill Hewlett à l'ingénieur dans ma rue qui bossait chez HP. Alors, je l'ai rappelé pour l'inviter à venir », dit Jobs. Il lui parle de l'importance du recrutement, du fait qu'il faut rester concentré sur pas plus de cinq produits phares car tous les autres « vous tirent vers le bas et, en un rien de temps, on se transforme en Microsoft », et raconte : « J'ai essayé de l'aider de mon mieux. Je continuerai à le faire aussi avec des gens comme Mark Zuckerberg. Voilà comment je vais occuper le temps qui me reste. Je peux aider les générations suivantes à se rappeler comment naissent les grandes entreprises et à perpétuer la tradition. La Vallée m'a beaucoup soutenu. Je ferai de mon mieux pour lui rendre la pareille ».

### Inventions et design
Le sens du design de Steve Jobs a été grandement influencé par le bouddhisme qu’il a expérimenté en Inde lors d’un voyage spirituel de sept mois. Ses capacités intuitives si développées, ont également connu l’influence de la spiritualité qu’il a étudiée avec différents maîtres, et selon lui, du LSD.
Au 9 octobre 2011, il est listé comme inventeur ou coinventeur de trois cent quarante-deux brevets américains liés à la technologie, allant des ordinateurs actuels et appareils portables aux interfaces utilisateurs (dont les tactiles), haut-parleurs, claviers, adaptateurs électriques, coffrets, fermoirs, pochettes, cordons et emballages. La plupart de ces brevets ont trait au design, mais quarante-trois d’entre eux sont listés comme des inventions de produits. Celui du nouveau dock du système d’exploitation Mac OS X 10.7 (Lion) a été validé le jour précédant sa mort.

### Philanthropie
L'engagement philanthropique de Steve Jobs, comparé à celui de Bill Gates, par exemple, est resté très discret. Après avoir quitté Apple et fondé NeXT, il lance la Steven P. Jobs Foundation, mais l'abandonne un an plus tard. Lors de son retour à la tête d'Apple en 1997, il arrête le programme caritatif de la firme. Cependant, sous l'ère Jobs, Apple participe au programme Product Red en produisant des modèles rouges de ses iPods dont une partie des profits générés sont reversés au Fonds mondial de lutte contre le sida, la tuberculose et le paludisme, faisant d'Apple son contributeur le plus important. Son non-ralliement à The Giving Pledge, mouvement philanthropique lancé par Bill Gates et Warren Buffett en juin 2010, n'est pas passé inaperçu. Ces derniers invitaient les plus fortunés du pays à prendre l’engagement moral — et public — de destiner une grande partie de leur fortune à la philanthropie. Après une critique au sujet de sa philanthropie dans The New York Times, Bono, l'un des fondateurs de (RED), prend sa défense en rapportant que, lorsqu'il a approché Steve Jobs au sujet de la marque (RED), il aurait dit : « Il n'y a rien de mieux que la chance de pouvoir sauver des vies ».

## Vie privée

### Vie familiale
Les parents biologiques de Steve Jobs se rencontrent à l'université du Wisconsin. Abdulfattah « John » Jandali, un Syrien musulman, y fait ses études en sciences politiques puis les enseigne fin des années 1960 à l'université du Nevada à Reno. Rapidement, il se reconvertit dans la restauration en rachetant un restaurant dans cette même ville. Il est depuis 2006 vice-président de l'hôtel-casino Boomtown, toujours à Reno. En décembre 1955, dix mois après avoir donné leur enfant à l'adoption, il est adopté par Paul Reinhold Jobs (1922–1993) et son épouse Clara, née Hagopian, d'origine arménienne (1924–1986). Il répond à une interrogation à propos de ses parents adoptifs en disant que Paul et Clara Jobs « sont ses parents ». Joanne Carole Schieble et Adbulfattah se marient en 1957, ils ont ensemble une fille, Mona. Après leur divorce, en 1962, Jandali perd le contact avec sa fille. Schieble quant à elle se remarie et Mona prend alors le nom de son beau-père et devient ainsi connue sous le nom de Mona Simpson.
Dans les années 1980, Steve Jobs retrouve sa mère biologique Joanne qui lui révèle qu'il a une sœur biologique, Mona Simpson. Ils se rencontrent pour la première fois en 1985 et deviennent de proches amis. Mona décide par la suite de partir à la recherche de son père, elle le retrouve alors qu'il dirige un petit restaurant à Sacramento. Sans savoir ce que son fils est devenu, Jandali raconte à sa fille qu'il a, par le passé, dirigé un grand restaurant dans la Silicon Valley où même Steve Jobs est venu manger. « Oui, oui, il venait souvent. C'était un type sympa et il laissait toujours de gros pourboires ». Lors d'une de ses interviews enregistrées avec son biographe Walter Isaacson, Steve Jobs dit : « Lorsque j'étais à la recherche de ma mère biologique, j'étais évidemment aussi à la recherche de mon père biologique. J'en ai appris un petit peu à son sujet, mais ce que j'ai appris ne m'a pas plu. J'ai donc demandé à ma sœur de ne pas lui raconter que nous nous étions rencontrés… ne rien raconter du tout à mon sujet ». En parlant de ses parents, Steve déclare : « Ils ont été ma banque de sperme et d'ovules — cela n'a rien de méchant ; c'est juste la vérité : des donateurs de gamètes, c'est tout ce qu'ils sont — rien de plus ». Jandali rapporte, lui, de son côté au Sun que ses efforts pour contacter Jobs ont été vains.
La première fille de Steve Jobs, Lisa Brennan-Jobs, naît en 1978 de sa relation avec sa petite amie de l'époque, Chrisann Brennan. Pendant deux ans, elle élève l'enfant seule alors que Jobs nie en être le père, prétendant qu'il est stérile. Il conteste également les résultats d’un test ADN afin de ne pas payer de pension alimentaire. À la même époque, il lance l'ordinateur Lisa. Par la suite, au moment de l'introduction en bourse d'Apple et sous la pression de ses associés, il finit par reconnaître Lisa comme sa fille, et elle viendra vivre à ses côtés pendant quatre ans lors de son adolescence avant d'aller poursuivre ses études à Harvard.
En 1982, il rencontre la chanteuse Joan Baez avec qui il entretient une relation. Pour Elizabeth Holmes, l'amie de Steve Jobs depuis les années Reed, la principale raison de son intérêt pour Joan — hormis le fait qu'elle est belle, drôle et talentueuse — est qu'elle a eu une liaison avec Bob Dylan. « Steve adorait ce lien subliminal avec Dylan. » Après s'être posé la question d'un hypothétique mariage avec cette femme, plus vieille que lui et qui ne voudrait probablement plus d'enfants, ils mettent fin à leur relation après trois ans. Steve Jobs passe les années suivantes auprès de Tina Redse, qui se trouve à ses côtés au moment où il doit quitter Apple en 1985, et qui restera sa petite amie jusqu'à sa rencontre avec Laurene Powell,.
Steve Jobs se rend à la Stanford Business School pour y donner une conférence en octobre 1989. Il y rencontre donc une autre femme, Laurene Powell, qui y poursuit des études. Ils échangent leurs numéros de téléphone, il repart, puis il raconte, dix ans plus tard : « J'étais remonté dans ma voiture, au parking, la clé dans le contact, je devais me rendre à une réunion de travail. Puis-je me suis dit : « Si c'était ma dernière nuit sur Terre, est-ce que je la passerais dans une réunion ou avec cette femme ? » J'ai traversé le parking en courant et je lui ai demandé si elle voulait dîner avec moi. Elle a dit oui, nous sommes allés en ville et, depuis lors, nous ne nous quittons plus ». Le 18 mars 1991, Steve (36 ans à l'époque) se marie avec Laurene (27 ans), lors d'une cérémonie au Ahwahnee Hotel dans le Parc national de Yosemite. Le mariage est présidé par le moine bouddhiste zen Kobun Chino Otogawa. Le premier enfant issu de cette union, Reed, voit le jour en septembre 1991, puis naissent ses sœurs Erin en août 1995 et Eve en 1998. La famille vit depuis à Palo Alto.
Il a commandé à l'architecte Philippe Starck la construction d'un yacht de 82 mètres de long, Venus, qui ne sera achevé qu'après sa mort.

### Problèmes de santé
En octobre 2003, les médecins apprennent à Steve Jobs qu'il est atteint d'un cancer. Il ne révèle sa maladie à ses employés et au grand public qu'en août 2004, après avoir subi une intervention pour faire retirer une tumeur cancéreuse de son pancréas. Jobs est atteint d'une forme relativement rare de tumeur, plus simple à traiter, une « tumeur neuroendocrinienne des îlots de Langerhans ». Dans un premier temps, et malgré le diagnostic des médecins, il va à l'encontre de leurs recommandations en refusant de subir une intervention chirurgicale. Il lui préfère un régime alimentaire végétarien strict avec une grande quantité de carottes et de jus de fruits frais, des séances d'acupuncture et divers remèdes à base de plantes. C'est seulement au bout de neuf mois, après que sa femme et ses amis ont tenté de le raisonner et qu'il apprend que la tumeur a encore grossi, qu'il décide de se faire opérer. Il subit alors une opération de Whipple au Stanford University Medical Center (en) le 31 juillet 2004, tandis que Tim Cook le remplace à la tête d'Apple. Dans la foulée, il annonce dans un courriel à ses employés qu'il est guéri, qu'il n'a pas besoin de subir une chimiothérapie ou une radiothérapie et qu'il reprendra le travail en septembre. La vérité est différente, mais elle restera bien cachée : lors de l'opération, les médecins ont découvert des métastases au foie. Il évoque publiquement cet épisode lors de son discours à l'adresse des étudiants de Stanford le 12 juin 2005,.
Début août 2006, Steve Jobs est sur la scène de l'annuel Worldwide Developers Conference pour une de ses traditionnelles keynotes. Son extrême minceur, son apparence décharnée et sa présentation inhabituellement apathique, ajoutées à son choix de déléguer une partie importante de cette keynote à ses principaux collaborateurs, alimentent un florilège de commentaires dans la presse et sur internet à propos de son état de santé. Pourtant, selon un article de l'Ars Technica journal, les participants à cette WWDC qui ont rencontré Jobs en personne déclarent qu'il « a l'air de bien se porter ». Un porte-parole d'Apple souligne pour sa part que « la santé de Steve est robuste ».

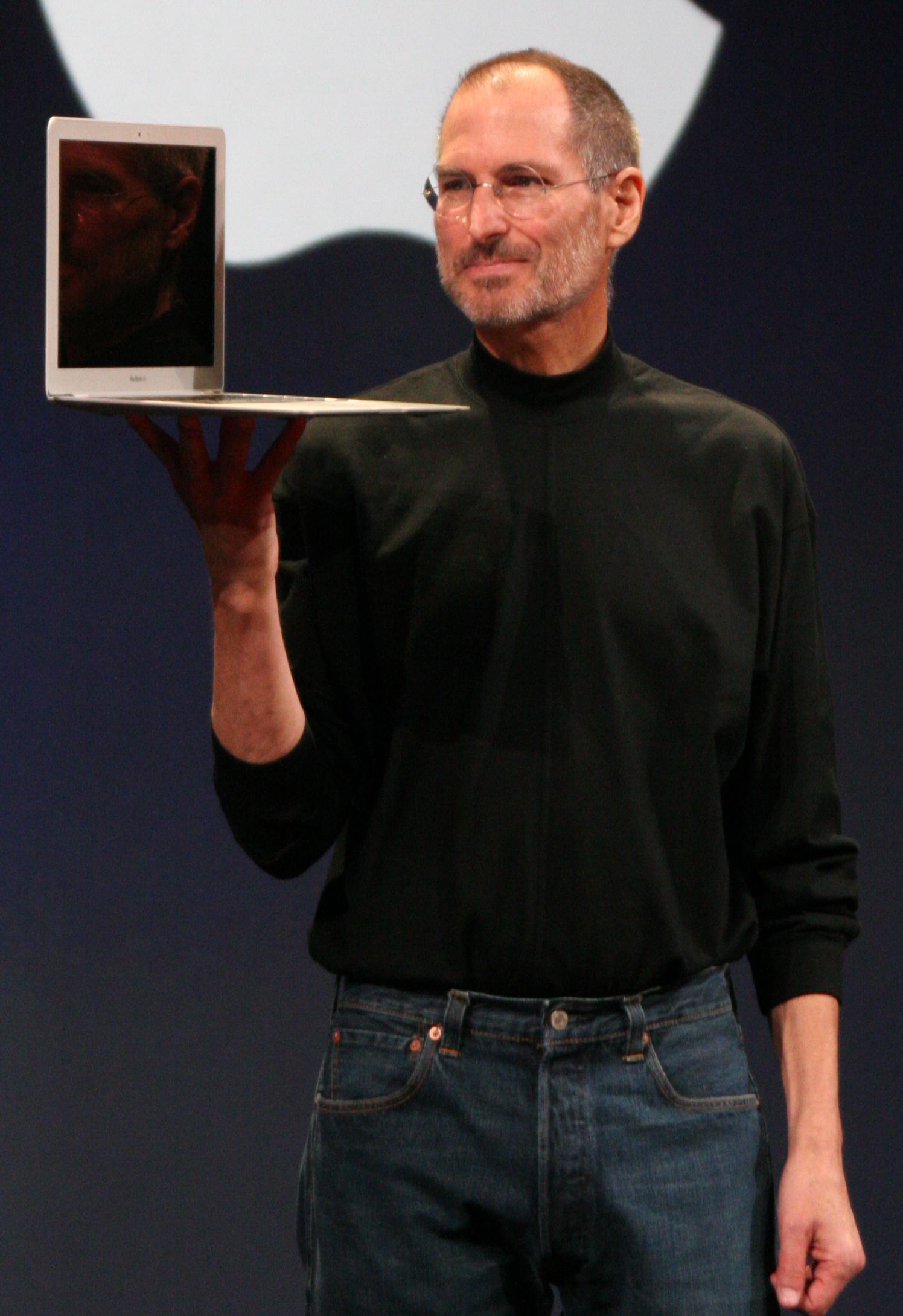
Steve Jobs au Macworld Conference & Expo 2008.

Deux ans plus tard, en février 2008, les rumeurs repartent de plus belle après la keynote de Steve Jobs au WWDC 2008. Les responsables d'Apple déclarent qu'il est victime d'un « problème courant » et qu'il prend des antibiotiques, tandis que l'on conjecture sur son extrême pâleur qui serait due aux conséquences de l'opération de Whipple qu'il a subie. Les rumeurs ne se trompent pas, les médecins constatent que son cancer se propage. Il a par ailleurs de plus en plus de mal à s'alimenter. Mais le secret reste bien gardé. Durant une conférence téléphonique de présentation des revenus d'Apple, en juillet 2008, les participants doivent répondre à une série de questions tournant autour de la santé de leur patron et insistent sur le fait qu'il s'agit d'une « affaire privée ». Le New York Times publie à ce moment un article qui conclut que le cancer de Jobs « n'a pas connu de récurrence ».
Le 28 août 2008, l'agence Bloomberg publie par erreur une nécrologie de Steve Jobs de deux mille cinq cents mots dans son fil d'informations qui comprend des blancs sur son âge et la cause de sa mort (le fait est que les agences de presse gardent toujours sous la main des nécrologies préparées afin de réagir rapidement lors de la disparition de personnalités). Bien que cette erreur soit rapidement rectifiée, la nouvelle est reprise dans la presse et sur internet. Steve Jobs apporte sa réponse au siège d'Apple lors de la keynote Let's Rock en septembre, choisissant de citer Mark Twain : « Les rapports sur ma mort sont grandement exagérés ». Plus tard, lors d'un nouvel événement médiatique, Steve Jobs conclut sa présentation en affichant sur l'écran géant une diapositive sur laquelle est inscrit « 110/70 », c'est-à-dire l'état de sa pression artérielle, expliquant par ailleurs qu'il n'acceptera aucune question supplémentaire sur sa santé.
Le 16 décembre 2008, Apple annonce que le vice-président chargé du marketing, Phil Schiller, se chargera de la keynote au Macworld Conference and Expo 2009, ce qui relance à nouveau les spéculations sur la santé de Jobs. Ce dernier explique sur une page publiée le 5 janvier 2009 sur le site apple.com qu'il souffre d'un « déséquilibre hormonal » depuis plusieurs mois.
Le 14 janvier 2009, dans une note interne à Apple, Steve Jobs écrit que, durant les semaines précédentes, il a « appris que [ses] problèmes de santé étaient plus complexes que ce [qu'il] croyai[t] » et annonce un congé maladie de six mois, jusqu'à la fin juin 2009, pour lui permettre de mieux se concentrer sur sa santé. Tim Cook prend à nouveau les rênes de la compagnie tandis que Jobs reste impliqué dans les « décisions stratégiques majeures ». En avril 2009, il subit une greffe du foie au Methodist University Hospital Transplant Institute de Memphis, Tennessee. Le pronostic vital pour Jobs est à ce moment déclaré « excellent ».
Le 17 janvier 2011, un an et demi après son retour consécutif à sa greffe du foie, Apple annonce qu'il prend un nouveau congé maladie. Jobs écrit à ses collaborateurs pour expliquer qu'il a pris cette décision, à nouveau, pour se concentrer sur sa santé. Comme en 2004 et en 2009, Tim Cook reprend son poste de directeur-général opérationnel tandis que Jobs continuera à superviser les décisions stratégiques majeures de l'entreprise. Malgré ce nouveau congé maladie, Steve Jobs apparaît lors du lancement de l'iPad 2 (le 2 mars), lors de la keynote où est présenté le service iCloud (le 6 juin) et, enfin, devant le conseil municipal de la ville de Cupertino (le 7 juin), sa dernière apparition publique et télévisée où il présente le nouveau projet de campus géant d'Apple, un énorme bâtiment en forme d'anneau circulaire entouré de verdure qui doit abriter douze mille employés.
Steve Jobs annonce finalement sa démission de son poste de directeur général d'Apple le 24 août 2011. « Malheureusement, ce jour est arrivé », écrit-il, car il ne « peut plus, désormais, assumer [ses] fonctions et [ses] attentes en tant que directeur général d'Apple. » Il devient le président du conseil d'administration d'Apple et nomme Tim Cook comme son successeur. Steve Jobs continue à travailler pour l'entreprise qu'il a fondée jusqu'à la veille de sa mort.

## Mort et hommages

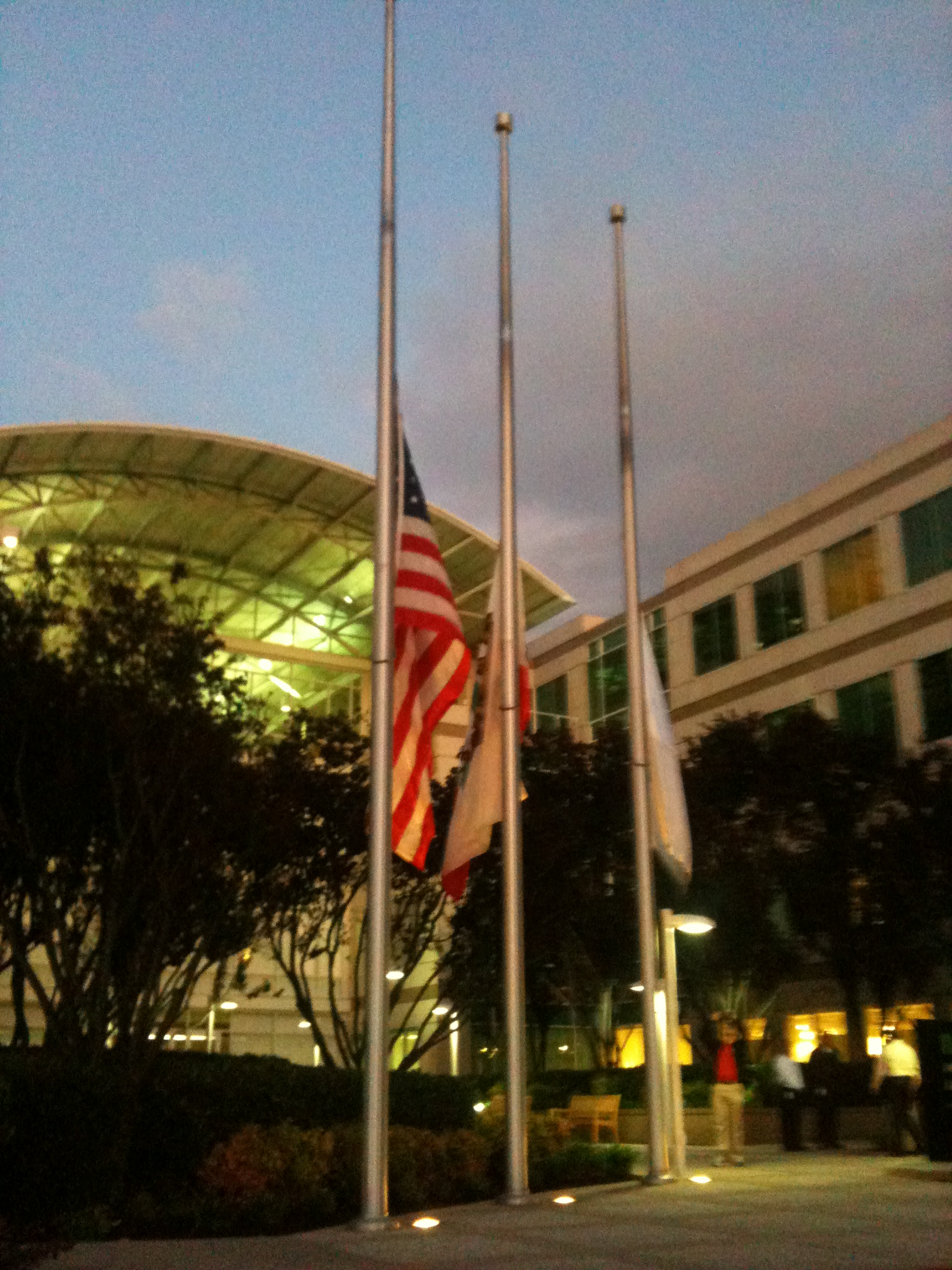
Drapeaux en berne au siège social d'Apple le soir de la mort de Steve Jobs.

Steve Jobs meurt le 5 octobre 2011 vers 15 heures (heure locale), dans son domicile de Palo Alto en Californie, des complications engendrées par la récidive de son cancer pancréatique neuroendocrinien, résultant en un arrêt cardiorespiratoire. L'annonce de sa mort est faite par Apple sous la forme d'un communiqué de presse. Sa famille déclare dans un communiqué distinct : « Steve est mort en paix aujourd'hui entouré de sa famille ».
Selon sa sœur Mona Simpson, présente à ses côtés, Steve « regarde sa sœur Patty, puis pendant un long moment ses enfants, puis sa femme Laurene ». Ses derniers mots, prononcés plusieurs heures avant sa mort, ont été « Oh wow. Oh wow. Oh wow ».
Pendant les deux semaines qui suivent sa disparition, le site web d'Apple affiche une page d'accueil sobre, comportant une photo de lui en noir et blanc, son nom ainsi que ses dates de naissance et de mort. L'hyperlien de l'image mène vers une nécrologie qui rend hommage à un visionnaire et à un génie créatif. Une adresse de courriel en fin de page permet d'adresser des condoléances, mémoires et pensées qui sont maintenant affichées sur sa page commémorative. Apple annonce avoir reçu plus d'un million de courriels à cette adresse.
La mort de Steve Jobs déclenche aux États-Unis mais aussi dans le monde entier une importante vague d'émotion,,,. Devant tous les Apple Store du monde, la foule se presse pour déposer des fleurs, des mots de condoléance, des pommes, des appareils tactiles de la marque qui affichent des chandelles. De nombreuses personnalités, plus ou moins proches de lui, lui rendent également hommage. C'est, par exemple, le cas du président démocrate des États-Unis Barack Obama, de Bill Gates,, du PDG de The Walt Disney Company Robert Iger, de Steve Wozniak, de Mark Zuckerberg ainsi que d'autres grandes figures de la Silicon Valley, tout comme de nombreuses personnalités du monde du spectacle, de la politique, de l'industrie et des médias. En marge de ces hommages, l'informaticien et militant américain du logiciel libre Richard Stallman, déclare : « Je ne suis pas content qu’il soit mort, mais je suis content qu’il soit parti. […] Personne ne mérite de mourir – pas Jobs, pas Mr. Bill, ni même les gens coupables de pires crimes qu’eux. Mais nous méritons tous la fin de l’influence néfaste de Jobs sur l’informatique ».
Ses obsèques se déroulent le 7 octobre 2011 lors d'une petite cérémonie privée dont les modalités n'ont pas été révélées par respect envers la famille Jobs. Il est inhumé dans Alta Mesa Memorial Park (en) à Palo Alto.

## Honneurs et reconnaissance

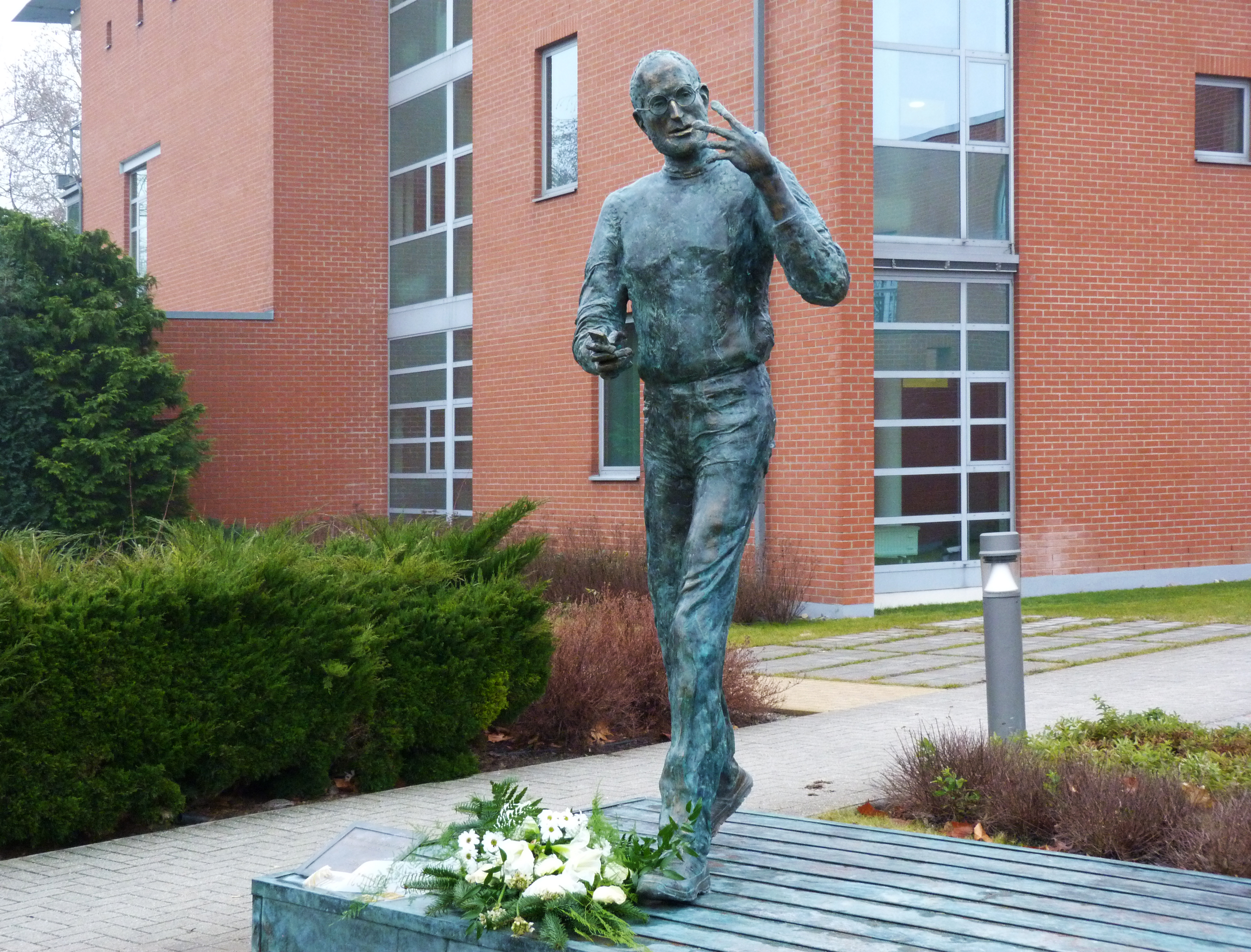
Statue de Steve Jobs au Science Park de Budapest.

Après avoir fondé Apple, Steve Jobs devient un symbole pour sa firme, mais aussi l'industrie informatique. Lorsque Time, en 1982, nomme l'ordinateur homme de l'année, le magazine publie un long profil de Steve Jobs en l'appelant « le maestro le plus célèbre du micro ordinateur ».
En 1985, le président républicain américain Ronald Reagan remet à Steve Jobs et à son collègue Steve Wozniak la National Medal of Technology. Ils sont parmi les premiers à recevoir cette décoration.
En novembre 2007, le magazine Fortune lui donne le titre d'« homme d'affaires le plus puissant ». En novembre 2010, le magazine Forbes le classe dix-septième dans son classement des personnes les plus puissantes. En décembre 2010, le Financial Times nomme Jobs personnalité de l'année et conclut son article sur une déclaration de John Sculley en 1987, évoquant les ambitions de l'homme qu'il a évincé : « Apple était censée devenir une merveilleuse société de produits grand public. C'était un projet insensé. Le high-tech ne pouvait pas être vendu comme un produit grand public » et le journaliste y ajoute de façon rhétorique : « Comment peut-on se tromper à ce point ? ».
Le magazine américain TIME lui consacre sa une de couverture le 12 avril 2010 avec une photographie du Suisse Marco Grob.
Au moment de sa démission puis de nouveau après sa mort, Steve Jobs est décrit par beaucoup comme un visionnaire, un pionnier et un génie,,,,. Il est parfois considéré comme le Thomas Edison et le Henry Ford de son époque. « Nous nous sommes rencontrés il y a plus de trente ans et avons été collègues, rivaux et amis durant plus de la moitié de nos vies. Le monde a rarement vu des personnes qui ont eu autant d'impact que Steve, dont les effets se ressentiront encore pour plusieurs générations à venir. Pour ceux qui ont eu la chance de travailler avec lui, cela a été un incroyable honneur. Il me manquera terriblement », dit Bill Gates. « Merci pour avoir été un mentor et un ami. Merci de nous avoir montré que ce que l'on crée peut changer le monde », déclare Mark Zuckerberg. « Un des plus grands innovateurs américains, assez courageux pour penser différemment (« Think different »), assez audacieux pour croire qu'il pouvait changer le monde, et assez talentueux pour le faire », dit de lui le président des États-Unis Barack Obama.
Le 21 décembre 2011, la société Graphisoft dévoile à Budapest la première statue en bronze au monde de Steve Jobs.

## Biopics à la télévision et au cinéma
L'histoire d'un entrepreneur qui révolutionna de manière durable le monde technologique malgré les nombreux obstacles sur sa route est un sujet qui attire les producteurs hollywoodiens, friands des success-stories.

### Les Pirates de la Silicon Valley
Les Pirates de la Silicon Valley est un téléfilm de Martyn Burke réalisé en 1999. Il relate les débuts de la micro-informatique individuelle aux États-Unis du début des années 1970 à la fin des années 1980 et met en scène la rivalité entre les célèbres duos Steve Jobs et Steve Wozniak, et William Henry Bill Gates III et Paul Allen. Steve Jobs y est interprété par Noah Wyle. Le narrateur de ce téléfilm est Steve Ballmer, joué par John DiMaggio.

### Jobs
Un biopic indépendant, Jobs, est sorti à l'été 2013. Réalisé par Joshua Michael Stern, le film se concentre sur la naissance d'Apple, l'épisode de NeXT et s'achève avec la présentation de l'iPod. Steve Jobs est incarné par Ashton Kutcher, Steve Wozniak est joué par Josh Gad. La critique est très médiocre (y compris sur l'interprétation de Kutcher), le film est un échec au box-office.

### Steve Jobs
Un autre film est développé en parallèle par Sony Pictures Entertainment. Ce biopic est plus exhaustif que le premier, en se basant sur la biographie de Walter Isaacson. Le film est réalisé par Danny Boyle et écrit par Aaron Sorkin (notamment scénariste du film The Social Network, autre biopic sur une star des nouvelles technologies). Seth Rogen est sélectionné pour être l'interprète de Wozniak. Le rôle principal, d'abord proposé à Leonardo DiCaprio et à Christian Bale, qui l'ont tour à tour refusé, revient finalement à Michael Fassbender. Cependant, en novembre 2014, Sony Pictures renonce à produire ce film et le traitement du film est mis en vente. Le projet est ensuite relancé par Universal Pictures. Le film, simplement intitulé Steve Jobs, est tourné au cours de l'année 2015 et sorti le 3 février 2016 en France. Il tourne autour de trois présentations majeures qui ont ponctué la carrière de Jobs (celle du Macintosh 128K en 1984, du NeXT Computer en 1988 et de l'iMac G3 en 1998), et se penche principalement sur ses relations avec sa fille Lisa Brennan-Jobs.
Le film comporte bon nombre d'inexactitudes historiques, le scénariste Aaron Sorkin a, par ailleurs, déclaré que le film était « un portrait, plus qu'une photographie » peu avant la sortie du film.